# Marillion
Marillion est un groupe de rock néo-progressif britannique, originaire d'Aylesbury, en Angleterre. Fer de lance du renouveau du rock progressif, il est formé en 1979 sous le nom de Silmarillion — nom emprunté à un roman de J. R. R. Tolkien, auteur du Seigneur des anneaux. Le nom est vite raccourci à Marillion, tandis que le groupe s'éloigne peu à peu de toute référence « folklorique » (à l'imaginaire tolkiéniste, au symphonisme du rock progressif des années 1970's) pour développer une identité propre, caractérisée par une musique plus rythmique à forte dominante de guitares, les textes alambiqués, la voix et la prestation scénique du chanteur Fish, puis de son successeur Steve Hogarth et crée le style dit « rock néo-progressif » avec d'autres formations britanniques telles que Pallas, Pendragon, IQ, ou  Twelfth Night.
Parfois hâtivement qualifiée à ses débuts par la presse de « clone de Genesis », la recherche mélodique qui caractérise le groupe et la complexité structurelle des morceaux dépassant souvent les 8 à 10 minutes, alliée au charisme de son chanteur Fish et ses prestations théâtrales lui valent les grâces du public. Le succès de Marillion, d'abord essentiellement cantonné au Royaume-Uni, puis à l'Europe du Nord, s'étend à l'ensemble du continent conquis en 1985 par l'album Misplaced Childhood, album-concept à caractère autobiographique. Cette première période culmine en 1987 avec le très rock et désenchanté Clutching at Straws, qui se solde par le départ de Fish pour des raisons relationnelles et de conflit avec le management du groupe. À partir de 1989 et l'arrivée de Steve Hogarth au chant, une seconde période voit la mise en œuvre d'un son parfois plus pop-rock (Holydays in Eden, 1991), parfois plus sombre (Brave, en 1994). La troisième période débute en 1997, tandis que le groupe se sépare de son Manager et d'EMI pour passer en autoproduction et développer avant tout le monde un modèle de financement participatif original, les fans pré-finançant désormais les albums et tournées du groupe. Il s'agit d'une période en demi-teinte d'un point de vue commercial, mais très riche musicalement, malgré un aspect parfois inabouti et incompris (Radiat10n, marillion.com), dépassé par des albums emblématiques du groupe tels l'album-concept Marbles sorti en 2004, Sounds that Can't Be Made en 2012, F.E.A.R en 2016 ou  An Hour Before It's Dark en 2022. Marillion connait ainsi avec ses derniers albums un retour en grâce auprès d'un public élargi, lui permettant, après des années d'underground, de renouer avec le succès populaire et les salles de grande capacité.
Avec plus de 40 ans de carrière et des ventes estimées aujourd'hui à plus de 15 millions d'albums, Marillion est un groupe totalement indépendant, qui a su, à travers Internet, s'affranchir du soutien des médias officiels et des maisons de disque ou distributeurs pour composer et diffuser sa musique, dans une totale liberté d'écriture.

## Biographie

### Débuts et premiers succès (1979-1981)

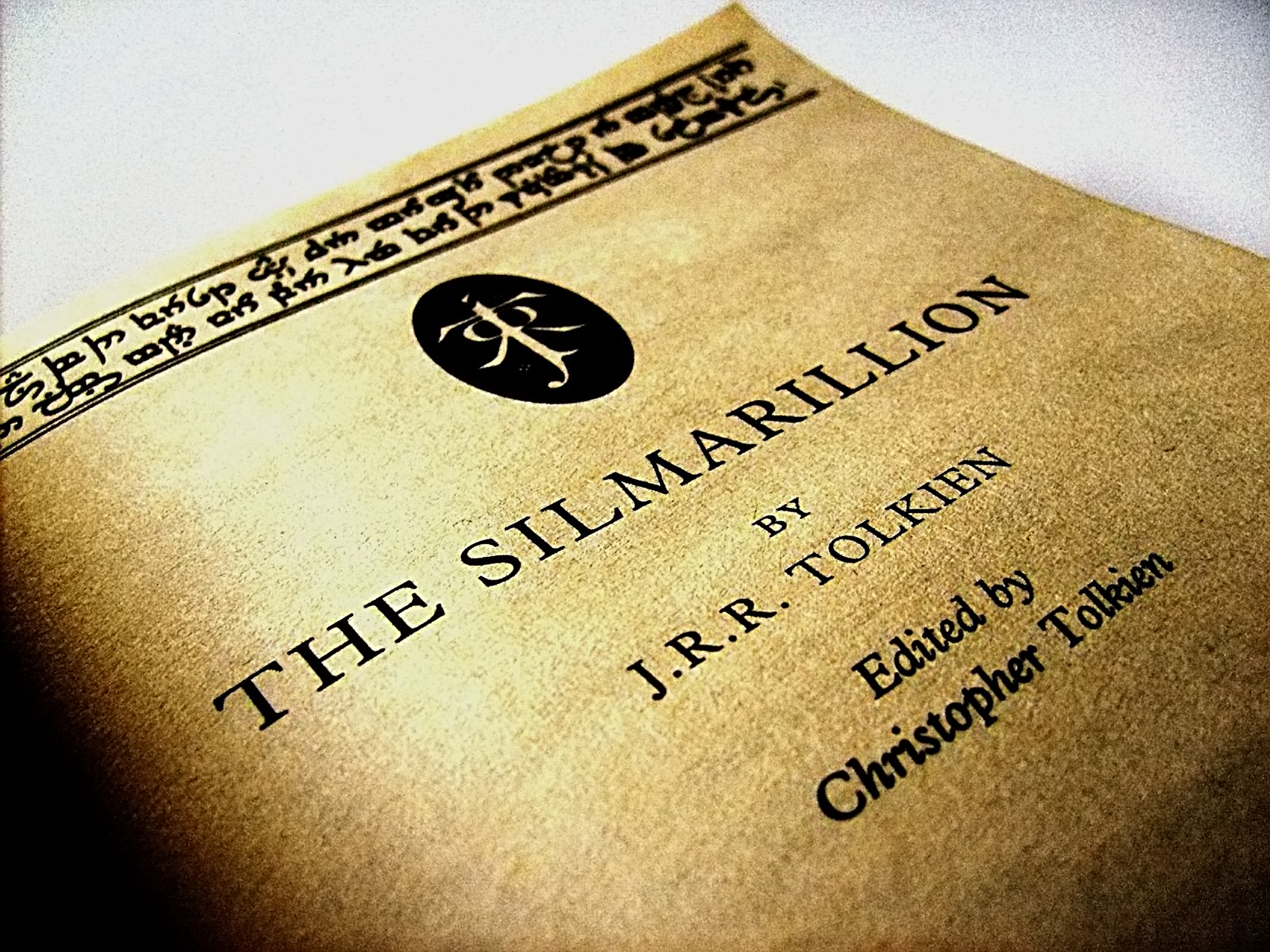
Le Silmarillion de JRR Tolkien

Le groupe est fondé en 1979 à Aylesbury, une petite ville au Nord-Ouest de Londres dans le Buckinghamshire par le batteur Mick Pointer et le bassiste Doug Irvine, seuls survivants du groupe Electric Gypsy, une formation locale jouant essentiellement des reprises et fondé en 1977. Ils sont très vite rejoints par le claviériste Brian Jelliman et le guitariste Steve Rothery fraichement arrivé du Yorkshire. La nouvelle formation ne s'appelle pas encore Marillion mais Silmarillion et ne joue pour l'instant que des compositions instrumentales s'inscrivant dans la veine du Rock Progressif (Mick Pointer délaisse parfois ses baguettes pour jouer également de la flûte traversière), faute de n'avoir pas encore de véritable chanteur, bien que le bassiste Doug Irvine s'essaye parfois au micro. Silmarillion enregistrera entre octobre 1979 et novembre 1980 au Enid's Studio (Herford) et Leyland Hill Farm Studio (Gawcott) quatre démos mêlant titres chantés et instrumentaux (The Haunting of Gill House, Herne the Hunter, Scott's Porridge, Close, Lady Fantasy, The Tower, et Alice en différentes versions), uniquement utilisées comme support interne de travail et non diffusées en dehors du groupe. La formation décide alors de raccourcir son nom en Marillion, son patronyme définitif. Le bassiste Doug Irvine, ayant l'impression de végéter, quitte en novembre 1980 le groupe qu'il avait co-fondé, conduisant Marillion à devoir recruter un nouveau bassiste susceptible d'assurer également les vocaux. En décembre 1980, un jeune chanteur écossais enchaînant des emplois sans lendemain, Derek William Dick alias Fish, passe une audition devant les membres du tout nouveau Marillion. Bien que ne jouant pas de la basse, sa voix et son charisme impressionnent les musiciens qui décident de l'engager immédiatement, d'autant que Fish compose et arrive avec ses propres textes, alors que le Silmarillion originel n'avait pas de parolier. Il améliore très vite le répertoire du groupe et propose comme bassiste son vieil ami, Diz Minnitt. Ce Marillion new-look désormais composé de 5 membres donne son premier concert officiel avec Fish au micro le 15 mars 1981 au pub The Red Lion, Bicester, Oxfordshire, devant une quinzaine de personnes,. 

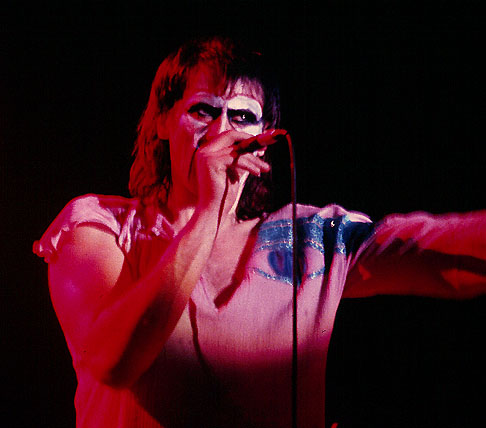
Fish, probablement en 1982

Marillion édite alors rapidement son premier vrai enregistrement audio, The Roxon Tape, une K7 démo de 3 titres de 15 minutes (He knows you know, Garden Party, et Charting the Single) produite par Les Payne en juillet 1981. Initialement tirée à 400 exemplaires uniquement à des fins de support promotionnel envers la presse et les maisons de disques, cette démo sera ensuite diffusée plus largement et vendue 1,25 £ (équivalent de 5 euros à l'époque) à la sortie des concerts aux fans dont le nombre ne cesse de croître. Elle décroche une critique bienveillante de 19 lignes dans le numéro d'août 1981 du célèbre magazine anglais Sounds, ce qui constitue officiellement la toute première référence à Marillion dans la presse musicale. Ironiquement, la démo sera toutefois refusée par la totalité des labels ciblés, y compris EMI. Devant cet échec et l'absence de perspectives de contrat discographique, Brian Jelliman puis Diz Minnit imitent alors Doug Irvine: malgré des concerts de plus en plus remarqués, ils quittent en effet le groupe et sont remplacés respectivement par Mark Kelly (ex-Chemical Alice) aux claviers puis, début 1982, par  Pete Trewavas à la basse. Avec une formation enfin stabilisée, Marillion n'a pas encore sorti d'album qu'il remplit déjà les salles de concerts sur Aylesbury et la scène londonienne où les prestations se multiplient. Marillion donnera notamment son tout premier concert au Marquee le club mythique de Wardour Street à Londres, le 20 Octobre 1981, avant d'enchaîner avec son légendaire Saliva Tears Tour.

### Saliva Tears Touret signature avec EMI (1982)
Afin d'étendre sa renommée et de se faire repérer par une Major-Company, Marillion qui n'a toujours aucun contrat discographique décide de monter en novembre 1981 le Saliva Tears Tour qui se poursuivra jusqu'en août 1982, et qui comprend près d'une centaine de dates dans tout le Royaume-Uni, dont 30 concerts en Écosse. Après une première série d'une vingtaine de dates fin 81 dans le sud de l'Angleterre avec Diz Minitt officiant encore à la basse (Pete Trewavas ne rejoindra le groupe qu'en Mars 1982), le Saliva Tears reprend à Londres le 3 janvier 1982 par un nouveau concert au Marquee, alors toujours moyennement rempli. Mais le bouche-à-oreille fonctionne à plein régime, la presse musicale flaire un phénomène (le groupe décroche une première chronique de concert "sympathique" quoiqu'un brin condescendante dans Sounds,, Marillion étant présenté comme un groupe d'étranges baba-cools surgis du passé, et est invité dans la foulée au Friday Rock Show sur la BBC), et un succès croissant va accompagner cette tournée à travers tout le Royaume-Uni, ce qui pousse EMI à finalement signer Marillion au cours de l'été 82. Le groupe d'abord managé bénévolement par David Stopps, le patron du Friars Aylesbury, avait ensuite confié sa destinée à John Arnisson, engagé d'abord pour une période d'essai de 3 mois, qui finalement dureront 16 années. Le Saliva Tears Tour se terminera ainsi en août par un retour triomphal à Londres et un dernier concert, sold-out cette fois, au Marquee, avant la signature du contrat chez EMI.

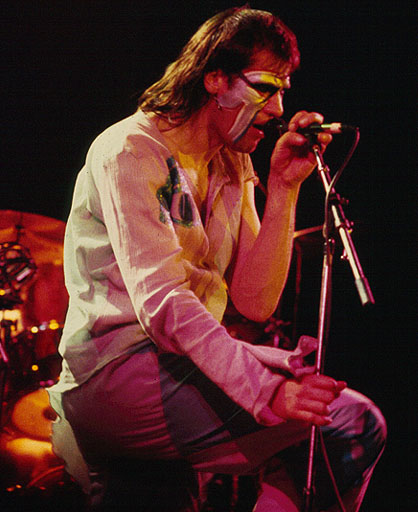
Saliva Tears Tour, St Albans, Écosse

Marillion avait édité entre-temps une seconde K.7. démo 3 titres, The B.B.C Session (Three Boats Down, Forgotten Sons, The Web) en support de cette première vraie tournée nationale. Le magazine Sounds, encore lui, à l'issue d'un concert du groupe à Glasgow sera le premier à prédire alors un avenir brillant à Fish et à sa troupe, et ce malgré leurs tenues de scène dreadfully corny (lit. "horriblement ringardes": les musiciens étaient alors vêtus de grandes capes, façon secte apocalyptique). C'est cette tournée et les échos favorables dans la presse musicale britannique qui amènera les organisateurs du Reading and Leeds Festivals 1982 à prendre le risque de programmer Marillion, du jamais vu pour un groupe qui n'avait toujours pas le moindre disque dans les bacs. Le tout jeune Marillion se produit alors avec les gloires montantes de la scène heavy metal du moment (MSG, Iron Maiden, Manowar, Y&T, Twisted Sister, Mama's Boys) sans pourtant être rejeté par le public. C'est à l'occasion de ce concert très remarqué à Reading au mois d'août 82, devant plus de 45 000 personnes, que Fish annonce la signature du groupe chez EMI. Marillion avait auparavant joué au Theakston festival en support de Jethro Tull ce même mois d'août 82 devant 16 000 spectateurs, touchant déjà ainsi une audience élargie et préparant ainsi le public anglais à son arrivée prochaine dans les bacs. En novembre 1982, le groupe sort donc enfin son premier single 2 titres chez EMI, suivi par une version étendue (Maxi 45 tours ou 12-inches à l'époque): Market Square Heroes contenant trois chansons (Market Square Heroes, Three Boats Down From The Candy et surtout Grendel, une suite musicale de 17 minutes). Les premières critiques sont plutôt bonnes même si le disque est catalogué « hard rock », un malentendu lié au concert de Reading et au fait qu'avec Sounds, c'est surtout le magazine de heavy-metal Kerrang! qui est le premier à les repérer et à les soutenir en Grande-Bretagne(si Market Square Heroes fait une entrée timide dans les charts britanniques en 60e position, le single atteint rapidement la 4e place au classement interne du magazine, et Marillion, qui n'a toujours sorti aucun véritable album, fera même la couverture de Kerrang! en novembre 82, constituant ainsi sa première Une historique dans la presse musicale,). Immédiatement après la sortie de son premier single, Marillion repart pour une nouvelle tournée britannique de 30 dates à l'automne 82, le Market Square Heroes Promo Tour, tournée qui se terminera fin novembre par un concert londonien au Venue à guichets fermés. Le succès est tel que Marillion devra encore rajouter en décembre trois concerts londoniens consécutifs, sold-out eux aussi, au Marquee de Londres en compagnie de Pendragon, Solstice et Dagaband pour clôre définitivement cette année 1982 au cours de laquelle le groupe aura donné un nombre record de 114 concerts,.

### Script for a Jester's Tear(1983) et Fugazi (1984): premiers albums et montée en puissance
Après avoir sorti quelques autres singles, le groupe sort en 1983 son premier album, Script for a Jester's Tear, qui atteindra la 7e place dans les charts britanniques, un score remarquable étant donné l’hermétisme des textes et la complexité structurelle des morceaux (mis à part les singles Garden Party (classé no 16 au UK Singles Chart) et He knows you Know (no 35), les morceaux affichent une durée moyenne peu commerciale de 8 à 9 minutes), alors que la mode est soit à la NWOBHM (New wave of British heavy metal, portée par des groupes comme Iron Maiden, Def Leppard ou Saxon), soit à la new wave alors naissante. La pochette, dessinée par Mark Wilkinson, accentue le côté théâtral de l'album. Les premières critiques sont tout d'abord assez valorisantes pour le groupe, certains n'hésitant pas à dire que Marillion a créé un nouveau style : le rock néo-progressif. D'autres voient le groupe comme la relève du rock progressif et Script for a Jester's Tears devient disque de platine en Angleterre, avec plus de 300 000 copies vendues, un score remarquable pour un premier album. Un peu agacé par les comparaisons au Genesis des années 1970, Fish finira par téléphoner un soir à Peter Gabriel pour lui demander son avis - lequel le félicitera pour ce premier album les encouragera à continuer dans cette voie. Marillion sera élu "Meilleur nouveau groupe de l'année 1983" par les lecteurs de Sounds magazine, augurant ainsi de l'implantation durable du groupe sur la scène britannique.
Mais très vite les critiques, dévalorisantes cette fois-ci, fusent. Les premières viennent de la part de la presse musicale, le New Musical Express en tête, qui ne voit en Marillion qu'une « pâle copie » de Genesis avec un répertoire encore trop modeste pour tenir la route en concert. En France, le magazine Rock & Folk est particulièrement virulent, et n'aura de cesse, jusqu'en 1987, de démolir systématiquement tous les disques du groupe, accusé de n'être qu'un « Genesis du pauvre »,, (le magazine Les Inrockuptibles se chargera de prendre la suite dans les années 1990, Marillion ne répondant pas aux critères du musicalement correct en vigueur dans ce journal). Il est vrai que la voix de Fish ressemblait alors beaucoup à celle de Peter Gabriel, que le titre Grendel rappelait étrangement la chanson Supper's Ready de Genesis, et que la théâtralisation du jeu de scène de Fish de l'époque évoquait le Genesis des premières années. Avec le recul, Mark Kelly expliquera du reste que ces remarques n'étaient sans doute pas toutes injustifiées. Les autres critiques viennent de la bourgeoisie anglaise qui n'apprécie guère le single Garden Party et son clip vidéo qui parodie la haute société et le petit monde universitaire de Oxbridge. Malgré ce, et à la suite de la sortie de son premier album, Marillion se permet le luxe de jouer à guichets fermés trois soirs de suite à l'Hammersmith Odeon, la salle mythique londonienne (équivalent du Zénith parisien à l'époque), nouvelle preuve de l'incroyable engouement que suscite la troupe de Fish auprès du public anglais. 1983 est également l'année des premières apparitions de Marillion sur la télévision britannique : un mini-concert est filmé en studio pour l’émission Oxford Road Show sur la BBC 2, et Fish donnera sa première interview sur Channel 4, le TF1 anglais.

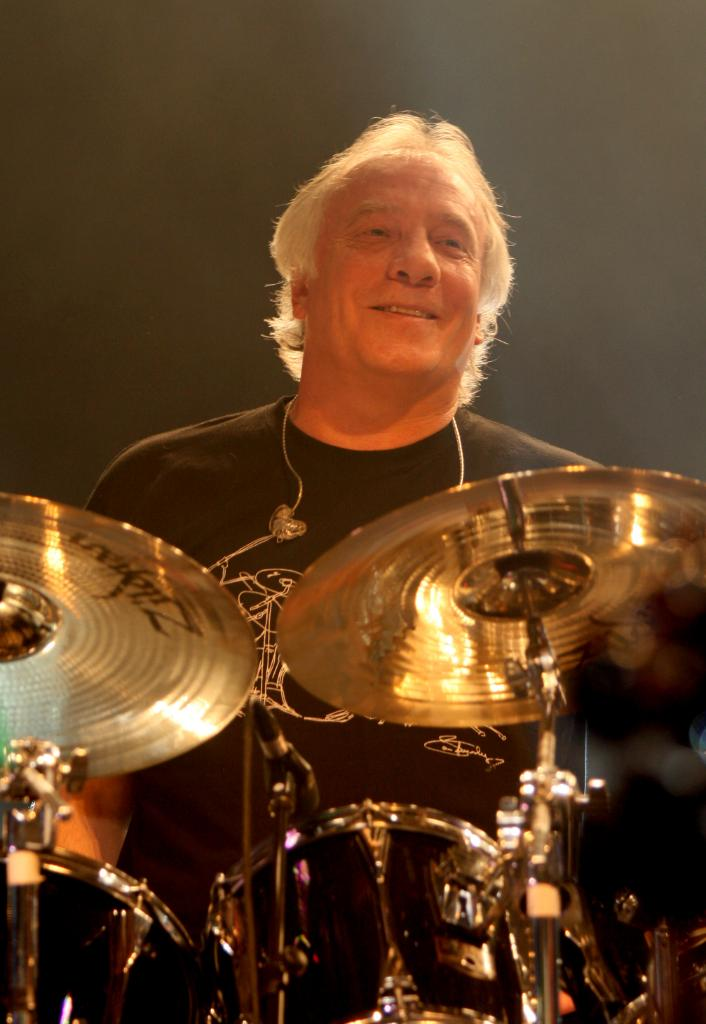
Ian Mosley, 2009

À la suite d'une nouvelle tournée au Royaume-Uni et après deux derniers concerts sold-out à l'Hammersmith Odeon de Londres, Mick Pointer se fâche avec le reste de la troupe, qui estime que son niveau technique ne cadre plus désormais avec le changement de dimension du groupe. Fish fera notamment cette analyse sans pitié : "Je n'ai jamais aimé son jeu.  Ecoutez les [disques live] pirates, son sens du timing était juste horrible. Si le reste du groupe ne l'avait pas soutenu, il aurait dû en fait être foutu dehors dès la sortie de Market Square Heroes. Tous les autres musiciens progressaient, sauf lui.". Bien que seul membre-fondateur encore en place, Mick est donc viré en avril 83 et rapidement remplacé par Andy Ward (ancien batteur du groupe Camel), sans réelle audition, sa renommée étant jugée suffisante.
Marillion avec son nouveau batteur donne son premier concert hors du Royaume-Uni le 21 mai 1983 à Mannheim (Allemagne de l'Ouest), pour un festival en plein air en compagnie de Gary Moore, Men at Work et avec Chris de Burgh en tête d'affiche. En juin, Marillion participe au Glastonbury Festival devant 30 000 spectateurs, suivi au cours de l'été 83 d'apparitions remarquées à quelques festivals Européens en plein-air en Allemagne, au Danemark et aux Pays-Bas. Le groupe fait une nouvelle apparition tout aussi remarquée à la télévision anglaise (Old Grey Whistle Test, BBC2) en interprétant Forgotten Sons  ainsi que pour l'émission culte Top of the Pops également sur la BBC pour y jouer une version playback de Garden Party, avant de partir en tournée d'une vingtaine de dates aux États-Unis et au Canada au mois de juillet 83, notamment en ouverture de Todd Rundgren. Cette première tournée sera toutefois désastreuse au vu des réactions du public américain qui sifflera copieusement le groupe à chacune de ses prestations. Andy Ward, qui venait d'arriver au sein du groupe, sera rapidement congédié pour addiction alcoolique et troubles bipolaires. Il est alors remplacé par John "Martyr" Marter (Marillion alignera pendant une courte période deux batteurs sur scène, Andy Ward et John Martyr aux percussions). Le groupe retourne en Europe fin août pour se refaire une santé en jouant à Liverpool avec son nouveau batteur et surtout au festival de Reading,, mais cette fois-ci en partageant le haut de l'affiche avec Black Sabbath avant de repartir donner 6 concerts en première partie de Rush au Radio City Music Hall de New-York, devant encore une fois un public oscillant entre perplexité, hilarité et franche hostilité. Marillion congédie alors John Martyr, jugé techniquement limité, et le remplace aux fûts par Jonathan Mover, un jeune batteur américain de 19 ans. Marillion ne donnera qu'un seul concert avec ce nouveau membre fin 83 en Allemagne car lors des premières séances d'écriture de son second album, un conflit violent éclate entre Jonathan et Fish sur la ligne rythmique de Punch & Judy. Fish menaçant de quitter le groupe si Jonathan reste, ce dernier est rapidement congédié et Marillion recrute alors Ian Mosley (ex-Steve Hackett Band) d'abord comme session-drummer afin de pouvoir finir le maquettage et l'enregistrement de son second L.P., avant d'en faire un membre à part entière. Un article éloquent et très documenté sur la période tourmentée qu'a traversé Marillion avec ses différents batteurs jusqu'à la sortie de Fugazi a été publié sur Loudersound - illustrant la crise de croissance d'un jeune groupe devant confirmer le succès inattendu de son premier album par la sortie d'un nouveau disque que tout le monde, presse comme public, attendait au tournant.
Le 12 mars 1984, Marillion sort donc son deuxième album, Fugazi. Ce nouveau disque dépassera Script dans les charts en Angleterre (4e position) même si un peu paradoxalement les ventes globales au Royaume-Uni lui seront finalement inférieures. L'album plaira notamment aux amateurs de hard rock grâce à des morceaux très incisifs comme les hits Assassing et Punch And Judy, qui atteindront les 29e et 22e places dans les classements des singles britanniques, l'album étant lui certifié Gold avec plus de 100 000 exemplaires vendus en Angleterre. Ce second album donne lieu à la première tournée européenne de Marillion (le groupe n'avait encore effectué que quelques participations à des festivals durant l'été 1983 en support de Script). Une série de dates est programmée en Allemagne, Hollande, Suisse, Suède et Danemark. C'est le 11 avril 1984 que Marillion donne officiellement son premier vrai concert en France, à l'Eldorado de Paris; le groupe participe également le 14 juillet au Festival Elixir de Saint-Pabu dans le Finistère avec les Stray Cats et Nina Hagen en tête d'affiche,.
Le mini-live Real-to-Reel enregistré en Angleterre et au Canada au cours du Fugazi Tour sort à l'initiative d'EMI, essentiellement pour enrayer la profusion de bootlegs ou disques pirates live, au Royaume-Uni. De façon assez inattendue, ce mini-Live est un énorme succès auprès du public et renforce considérablement la popularité du groupe en touchant de nouveaux fans partout en Europe. La tournée Fugazi à peine achevée, une nouvelle mini-tournée européenne est organisée en support de Real-to-Reel, dont pour la première fois en France plusieurs concerts en province (Strasbourg, Nancy, Brest, Nantes, Lyon et Clermont-Ferrand, quelques fans présents au sound-check assistant à la reprise de la totalité de Relayer de Yes par le groupe). À Paris, le concert initialement prévu au Casino de Paris est finalement reprogrammé à l'Espace Balard, d'une plus grande capacité, en novembre 1984, et sera partiellement diffusé sur la bande FM. L'Europe du Sud (Espagne, Portugal, Italie) est enfin visitée. Sur les derniers concerts de la tournée européenne de Fugazi, Marillion joue chaque soir sur scène une chanson à tiroir de plus de 15 minutes que Fish présente comme Misplaced Childhood - side 1. Il s'agit en fait du triptyque Kaykeigh / Lavender / Heart of Lothian avec des paroles et des arrangements légèrement différents de la version définitive qui paraîtra sur l'album suivant. Cette habitude de tester certains titres en live avant de les enregistrer en studio témoigne du fait que Marillion était avant tout un groupe de scène (diverses versions d'Incubus, Emerald Lies, Jigsaw et Assassing ont ainsi été jouées sur la fin de la tournée Script (notamment à l'occasion du fameux Farewell to '83 Tour) avant de se retrouver sur l'album Fugazi).

### Misplaced Childhood(1985): l'album-culte

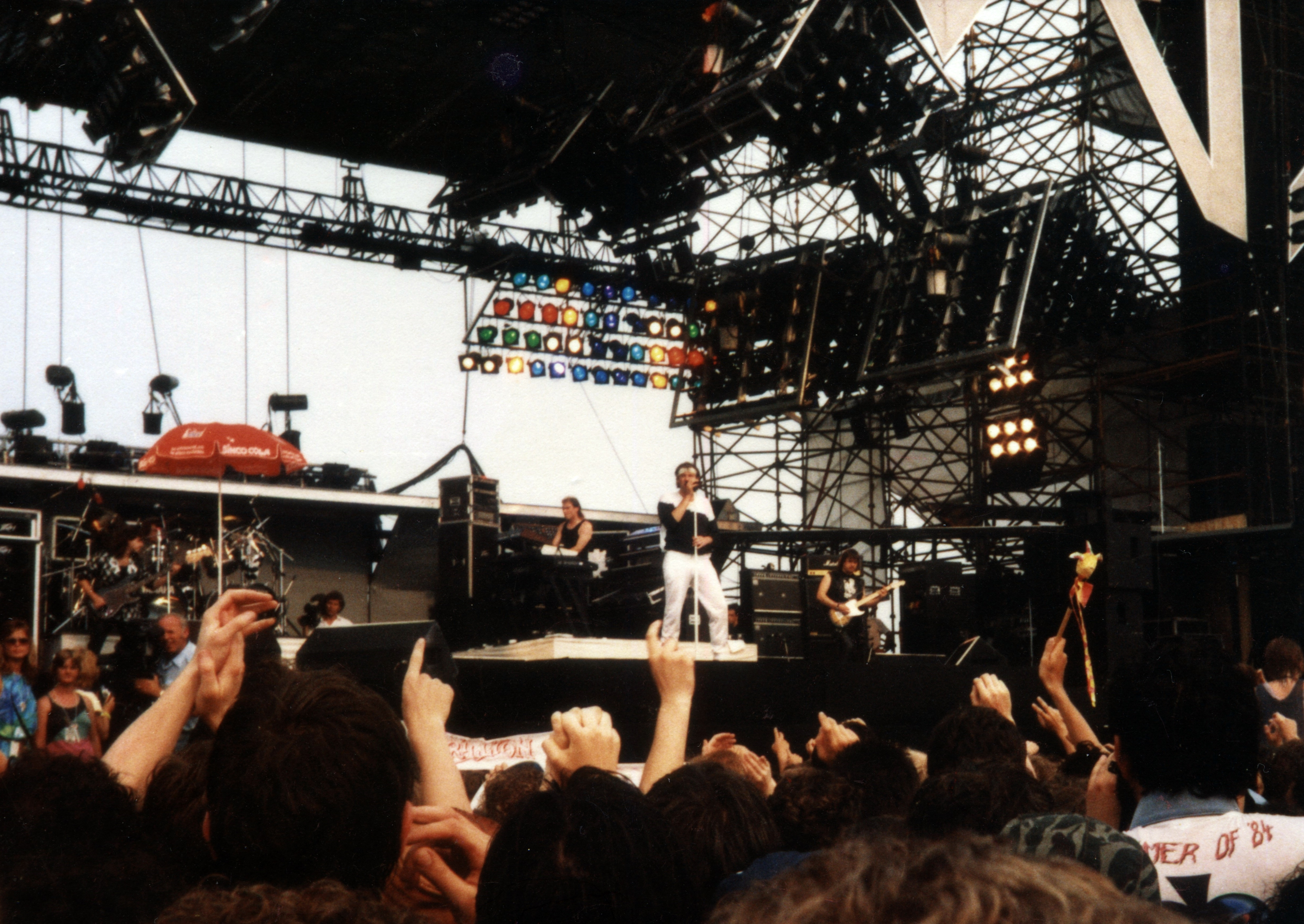
Marillion avec Fish (1986, probablement Mannheim).

En 1985, après s'être associé au prestigieux producteur Chris Kimsey (producteur des Rolling Stones et Johnny Hallyday, entre autres), le groupe sort Misplaced Childhood, son album le plus connu, qui demeure généralement aujourd'hui encore le disque cité spontanément lorsque l'on évoque Marillion,,. Pour la première fois, Marillion ne produit pas son disque en Angleterre (l'album a été enregistré à Berlin) et atteint la 1re place des Charts britanniques, porté notamment par les trois singles Kayleigh, Lavender et Heart Of Lothian. Au delà de l'Angleterre, Misplaced Childhood atteindra également le Top-10 de la plupart des Charts européens, permettant au groupe de véritablement s'internationaliser. Marillion écoulera notamment plus d'un demi-million de copies de Misplaced Childhood dans la seule Allemagne de l'Ouest. Un tel succès n'était pas vraiment prévisible car il s'agit d'un album-concept sur l'enfance et la dépression assez difficile d'accès, beaucoup de titres contenant des références autobiographiques propres à Fish avec des paroles assez hermétiques. La presse américaine fait l'éloge de l'album, le considérant comme « le meilleur album-concept de la décennie ». Misplaced Childhood entre au Top-50 du Billboard américain (47e position), ce qui constitue, aujourd'hui encore, le plus grand succès discographique du groupe outre-Atlantique.
Le groupe à partir de 1985 change véritablement de stature avec cet album, et commence alors une série de tournées de plus en plus importantes avec une logistique désormais imposante. Marillion acquiert véritablement le statut de stars au Royaume-Uni, où le groupe volera presque la vedette au groupe ZZ Top lors du festival des Monsters of Rock de Castle Donington, pourtant consacré traditionnellement au hard rock, Marillion se produisant alors devant près de 80 000 spectateurs après Metallica et Bon Jovi. L'année 1985 sera donc l'année de la consécration pour Marillion qui connaîtra dès lors un succès international. Le groupe joue en Israël et s'envole pour sa première tournée au Japon. 1985 est également l'année de la seconde vraie tournée française (Mulhouse, Lyon, Toulon, Nice, Toulouse). En novembre, Marillion joue pour la première fois au Zénith à Paris, devant une foule extatique. La presse musicale française, prise de court, semble enfin découvrir ce groupe, capable de remplir le Zénith dans sa configuration maximale et y rassembler 6 500 fans avec un soutien promotionnel minimaliste de la part d'EMI France. Le magazine mensuel Best avec Hervé Picart et le magazine de hard rock Enfer Magazine ouvrent désormais régulièrement leurs pages à Marillion, contribuant à accroître l'assise des fans dans l'hexagone. Il est à noter toutefois que la popularité de Marillion en France, même à son plus haut niveau (1985-1990), sera toujours en deçà de celle qui est la sienne dans d'autres pays européens tels la RFA ou les Pays-Bas. Marillion tourne habituellement sur une demi-douzaine de dates en France, quand des tournées de 10 à 15 concerts sont régulièrement organisées en Allemagne ou au Benelux, une différence toujours marquée aujourd'hui. En Décembre, le groupe donne un concert privé ouvert aux seuls membres de son fan-club au Marquee de Londres enregistré et diffusé en direct par la BBC dans le cadre de l'émission culte "Whistle Test". Début 86, Marillion part pour une nouvelle tournée nord-américaine d'une trentaine de dates, en partie en ouverture des canadiens de Rush, devant cette fois-ci un public bien plus réceptif. Capitol Records, la branche américaine d'EMI, sort alors Brief Encounter, un curieux mini-album mêlant inédits dispensables (Lady Nina et Freaks) calibrés pour les radios US, et trois morceaux live, en appui de cette tournée nord-américaine. De retour en Europe, le groupe effectue en Juin et Juillet 1986 une mini-tournée européenne de douze dates coïncidant avec quelques festivals d'été, le Welcome to The Garden Party Tour (Milton Keynes, Mannheim, Berlin, Milan, etc.) qui, pour beaucoup, représente la quintessence de son art. Marillion entre sur scène avec Garden Party puis joue la totalité des 41 minutes de Misplaced Childhood sans interruption, avant d'enchaîner tous ses morceaux standards. Finalement, le groupe se produira devant près de 500 000 spectateurs cumulés sur l'ensemble de cette mini-tournée, certains festivals rassemblant plusieurs dizaines de milliers de fans. En France, Marillion joue ainsi avec Level 42 et Queen à l'Hippodrome de Vincennes le 14 juin 1986, devant plus de 40 000 personnes. A Mannheim et toujours avec Queen, 85 000 spectateurs se sont rassemblés,. Au Milton Keynes Bowl, ce sont plus de 60 000 fans qui se réunissent le 28 Juin 1986 pour supporter le groupe cette fois-ci en tête d'affiche, et ce concert reste, encore aujourd'hui, la référence du Marillion au sommet de sa gloire et de sa popularité,.

### Clutching at Strawset premières tensions (1987)
Des tensions commencent à apparaître dans le groupe, Fish étant de plus en plus considéré comme le leader par la presse, les musiciens étant relégués au rang de backing-band. EMI pousse par ailleurs Marillion à retourner rapidement en studio, pour profiter de l'incroyable succès de Misplaced Childhood, l'album restant dans le top-ten de la plupart des charts européens en 85/86. Les premières sessions sont toutefois conflictuelles et une première mouture de l'album passe aux oubliettes (il faudra attendre 12 ans pour qu'EMI ressorte ces premières bandes à l'occasion de la réédition du catalogue du groupe). Cette première version avortée n'apaise pas les tensions à l'intérieur de Marillion. C'est pourtant dans cette période instable que la formation accouche finalement dans la douleur de son 4e album. Clutching at Straws sort en Juin 1987, après des sessions d'écriture et de maquettage particulièrement agitées au studio de Barwell Court puis Brighton Road, le groupe enchaînant les nuits de beuveries et de consommation de stupéfiants. C'est un album plus sombre, et sans doute également plus rock et plus accessible que le précédent que vient de sortir Marillion,. L'album se place seconde meilleure vente après Misplaced Childhood, toutes périodes confondues, ce qui fait dire à Fish - qui quittera le groupe à l'issue de la tournée- dans un grand moment de clairvoyance, "Nous sommes là pour de nombreuses années encore !". Pour la première fois, un sixième musicien est crédité sur l'album, la choriste Tessa Niles, et Clutching at Straws devient rapidement disque de platine en France (120 000 copies), la plus grosse vente du groupe à ce jour dans l'hexagone. Les boites de nuit et les radios françaises, NRJ en tête, vont même jusqu'à diffuser le single Incommunicado en boucle pendant l'été 87.
Au début de l'été 1987, le groupe démarre une mini-tournée en Europe continentale qui débute par 5 dates en Pologne et qui culmine le 19 juillet par un concert en Allemagne, devant une foule estimée à plus de 20 000 personnes, près du site mythique de la Lorelei. Ce dernier concert fait l'objet d'un enregistrement et sort en vidéo en 1988. Cinq dates sont prévues en France (Zénith de Paris, Antibes, Toulon, Annecy, Marseille), un sixième concert à Lyon en plein air est annulé du fait d'une météo désastreuse. À la surprise générale et à la grande perplexité de beaucoup de fans, une choriste britannique, Cori Josias accompagne Marillion sur scène et assure les chœurs féminins de Clutching at Straws ainsi que sur quelques autres titres historiques de la set-list tel Fugazi. Fish, le dernier célibataire de la troupe, se marie selon la tradition écossaise en juillet 1987 avec Tamara, la figurante qui jouait dans le clip Kayleigh. Marillion retourne en Amérique pour une série de 20 concerts qui rencontrent un succès croissant, même si sa popularité aux États-Unis n'égale pas celle qui est la sienne en Europe, et n'est en rien comparable à celle d'autres jeunes groupes comme U2 qui eux remplissent déjà les stades à cette même époque. Marillion pour sa part joue essentiellement dans les clubs de la côte Est, réputée plus intellectuelle, et au Canada, avant de rentrer en Europe. Le groupe est une victime indirecte aux États-Unis de ce qui fut appelé le "Payola Scandal": des cadres de Capitol Records, la filiale U.S. d'EMI qui gérait la promotion de Marillion aux États-Unis, sont accusés de collusion avec des groupes mafieux - les médias US blacklistent alors les artistes de Capitol Records, de crainte d'être accusés de toucher des pots-de-vin pour assurer leur diffusion - entrainant ainsi la disparition subite de Marillion dès 1986 des playlists des radios nord-américaines.

### Consécration internationale - Marillion remplit Bercy (1987)

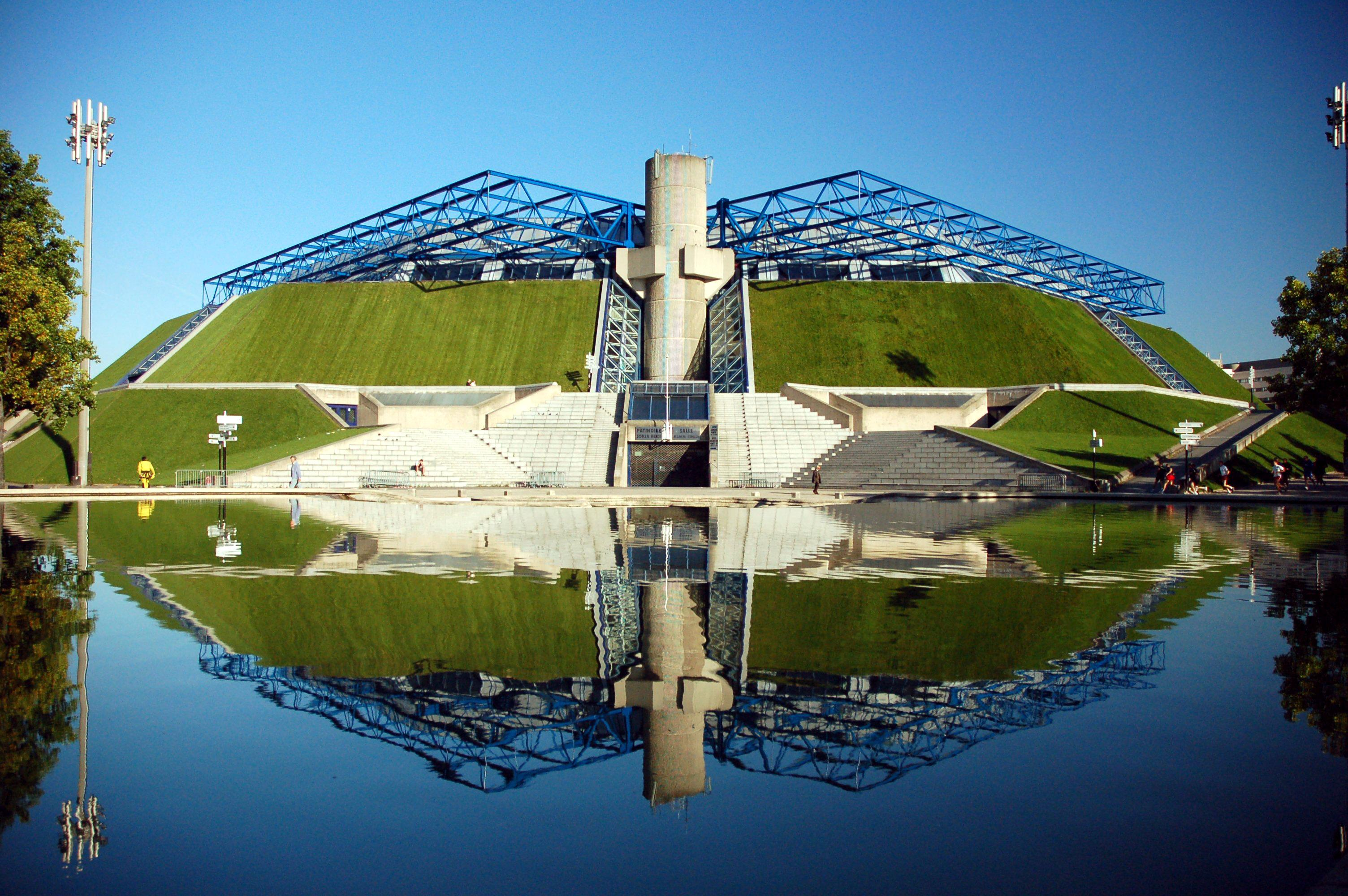
Le Palais Ominisport Paris Bercy

De retour en Angleterre, le groupe sort coup sur coup le single Warm Wet Circles/White Russian (live), qui se classe à la 23e place des charts, ainsi qu'une biographie intitulée Market Square Heroes et la vidéo Live At Lorelei. Le groupe recommence une tournée européenne qui débute le 3 novembre par trois concerts au Wembley Arena dont le dernier est un concert de charité devant les membres de la famille royale anglaise, le Prince Charles les félicitant en loge à l'issue du concert. Pour ce même concert, Marillion est rejoint par des invités comme Bruce Dickinson, Janick Jers ou Nicko McBrain d'Iron Maiden. Le groupe part ensuite pour la Belgique, la Hollande, le Danemark, la Norvège, la Suède, l'Allemagne, et la France (Mulhouse, Metz, Strasbourg, Lyon, Toulon, Toulouse, Pau, Nantes) pour finir par des concerts en Angleterre et en Écosse. Le vendredi 14 décembre 1987, Marillion remplit pour la première et probablement unique fois de sa carrière le Palais omnisports de Paris-Bercy (17 000 personnes, son plus grand concert en France en tête d'affiche), concert diffusé en direct sur RTL par Francis Zégut dans l'émission culte RTL-Live.
Épuisé par les près de 90 concerts donnés entre Avril et Décembre 1987, les tensions dans le groupe deviennent très fortes, mais le succès est tel que de nouvelles dates de concerts sont rajoutées. Fish connaît en parallèle des problèmes de santé (largement dévoilés dans le morceau autobiographique Torch Song sur l'album Clutching at Straws), et se voit recommandé par les médecins de lever le pied, sous peine de perdre définitivement sa voix. Le management du groupe, John Arnisson en tête, en accord avec les quatre autres musiciens, maintient toutefois la totalité de la trentaine de dates prévues sur le premier semestre 1988, ce qui contribue à isoler un peu plus Fish du reste de la troupe,. En janvier 1988, EMI, sous la pression du fan-club anglais The Web dont les membres se ruinent à acheter des inédits en faces B des singles, sort B-Sides Themselves, une compilation des chansons non-incluses dans les albums. Les concerts sont de plus en plus rapprochés, le groupe tourne intensément au premier semestre en Grande-Bretagne, Allemagne, Italie, dans les îles Anglo-Normandes et au Luxembourg.
Le groupe participe le 4 avril 1988 au Printemps de Bourges, ce qui constituera la dernière apparition de Marillion avec Fish sur une scène Française, situation assez ironique car c'est également à Bourges que le groupe aurait donné de façon improvisée son premier mini-concert en France, en avril 84. Fin Avril, Marillion donne un concert privé au Marquee de Londres à l'occasion de la première convention organisée par son fan-club The Web - ce sera la dernière fois que le groupe se produira dans ce club légendaire qui avait vu ses débuts sur la scène anglaise. Fish sans Marillion, accompagné entre autres de Mark Kelly, Phil Collins, Midge Ure chante le 11 juin 1988 la chanson Kayleigh devant l'immense foule qui s'est réunie à Wembley pour fêter l'anniversaire du leader sud-africain Nelson Mandela. Une semaine plus tard, le groupe au complet mais sans sa choriste s'envole pour donner un concert devant 95 000 personnes à Berlin-Est, une prestation diffusée en direct sur la télé est-allemande. Ce concert reste aujourd'hui encore la plus grosse audience du groupe en tête d'affiche, un record à nuancer par le fait qu'avant la chute du Mur de Berlin, n'importe quel concert de rock à l'Est prenait l'allure d’événement et rassemblait systématiquement 100 000 personnes. Le succès de Marillion depuis Misplaced Childhood et son statut de stars devient de plus en plus difficilement gérable du fait de la pression que cela génère désormais. Fish confessera plus tard : "À partir de 1985, nous avons été envoyés dans l'hyper-espace […] l'idée même qu'il fallait qu'on écrive un nouvel album et les responsabilités que cela impliquait me tordait le ventre de panique".

### Départ de Fish (1988)

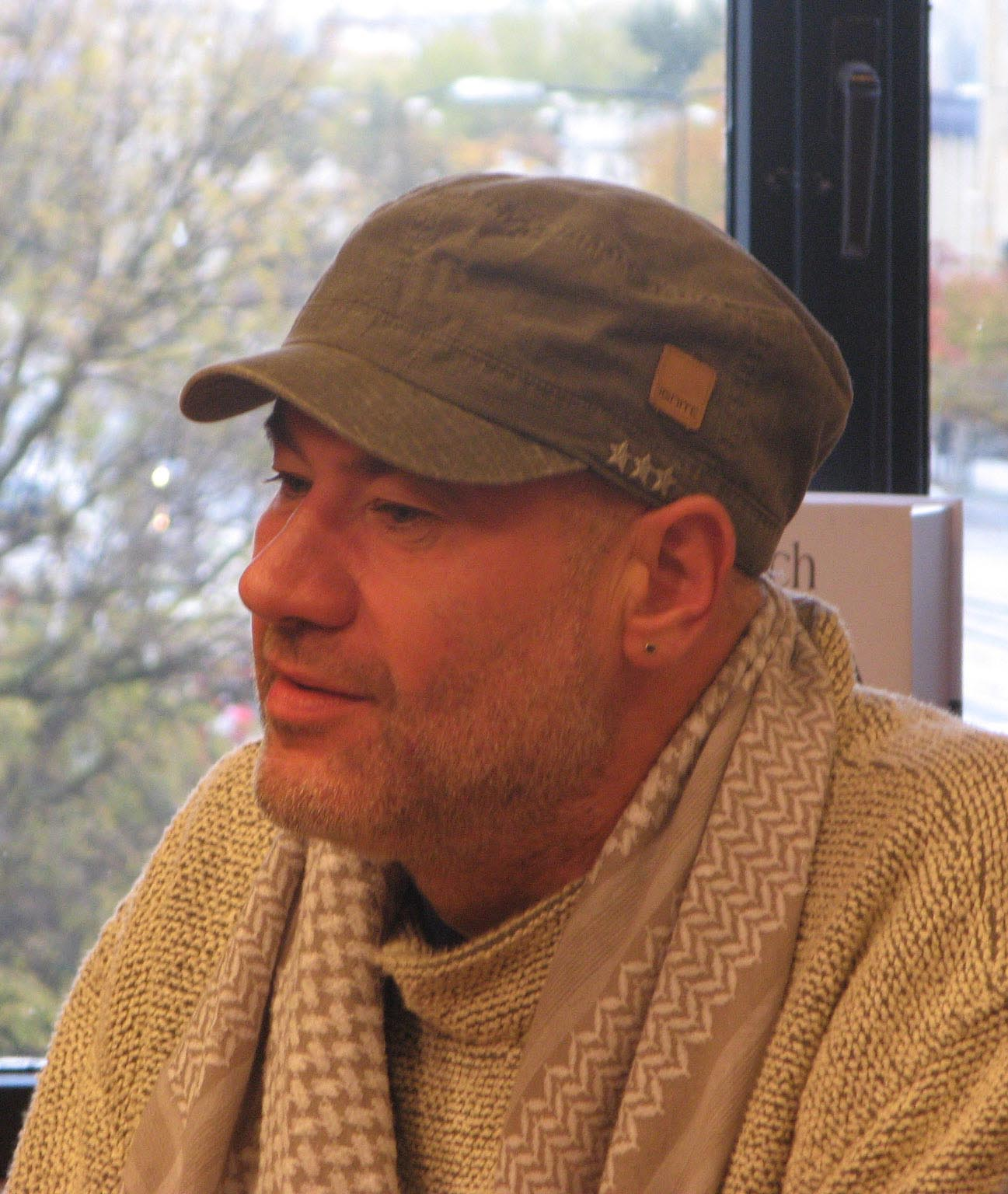
Fish en 2007

Début juillet, le groupe cesse tout concert et s'enferme dans un manoir écossais à Dalnaglar, dans les Highlands, pour travailler sur un nouvel album, Vigil In a Wilderness Of Mirrors. Le 23 juillet 1988, Marillion donne un concert à Saint Andrews en Écosse pour le projet caritatif Fife Aid, sous un véritable déluge,. Aucun des 25 000 spectateurs présents ne se doute encore qu'ils assistent là au dernier concert de Marillion avec Fish au micro. Le groupe retourne très vite en studio, mais le chanteur et le reste des musiciens ne s'entendent décidément plus sur le plan musical et surtout relationnel, si bien que le 15 septembre 1988, Marillion annonce officiellement via un communiqué de presse commun, que Fish poursuivra désormais une carrière en solo. Il faudra attendre 2003, et quinze ans d'apaisement des tensions pour que Fish dévoile dans une interview au Edinburgh Evening News, que la principale motivation de son départ n'était pas de nature artistique, mais liée à un conflit avec le management de John Arnisson qui touchait 20 % des recettes des concerts, ce qui le conduisait à organiser pour Marillion des tournées de plus en plus gigantesques et intensives, sans se préoccuper de l'état physique et moral des membres du groupe. Fish confesse qu'à ce rythme, son avenir inéluctable avec Marillion aurait sans doute consisté à le retrouver un jour mort d'overdose dans une grande maison d'Oxford – quitter le groupe avait été pour lui un ultime réflexe de survie. Le très méconnu Tux-On, simplement sorti en face-B du single Sugar Mice en 1987 raconte la gloire naissante, depuis les clubs locaux jusqu'aux stades, la déchéance et enfin le suicide d'une star du rock, relève probablement d'une écriture cathartique. Dans une interview donnée en 2009, Mark Kelly confirmera que les dissensions artistiques étaient finalement mineures lors du départ de Fish, et que c'est essentiellement sur le plan relationnel que la situation était devenue ingérable. Selon le même Mark Kelly, leur management et E.M.I auraient été plus inspirés en fait d'accorder aux musiciens en 1988 une année sabbatique pour recharger leurs batteries plutôt que d'enchaîner les concerts et les enfermer finalement dans un studio au beau milieu de nulle part, ce huis clos rendant le split inévitable. Fish fera de son côté une analyse similaire sur la nécessité d'accorder au groupe une année sabbatique : « Nous étions des camarades. Mais nous étions si éloignés les uns des autres. John Arnison aurait dû dire: Partez tous pour un an - Fish, va faire du théâtre, Steve, écris une bande originale de film. » Le chanteur expliquera en 1999 que les paroles de That Time of the Night, rédigées pendant les sessions de Clutching at Straws, contenaient clairement l'annonce de sa prochaine démission du groupe. Dans une longue interview donnée en 2020 à l'émission néerlandaise Face-Culture, Fish reviendra sur les problèmes de starisation et de mauvais management ayant entrainé sa décision de quitter Marillion. Une traduction française d'un article de Dave Everley publié originellement en 2017 dans Prog Mag et Louder retrace, témoignages à l'appui, le long enchaînement des évènements depuis la genèse de Clutching at Straws ayant abouti en 1988 à la scission du groupe. Fish aura cette conclusion un peu amère : « Les deux meilleures décisions que j'ai prises dans ma carrière de chanteur sont la première d'avoir rejoint Marillion, et la seconde, de l'avoir quitté ».
Un dernier double album live, largement remixé en studio et un peu boudé des fans, est hâtivement sorti par la maison de disques : The Thieving Magpie. Un documentaire contenant de nombreuses séquences inédites avait été diffusé en 1989 sur la chaine luxembourgeoise RTL, et faisant une assez bonne synthèse de l'histoire de Marillion avec Fish au micro.
En septembre 1988, Marillion se produit en Hollande, à l'invitation du fan-club néerlandais Freaks, pour un premier concert instrumental à Rotterdam, puis à Utrecht en novembre, le chant étant alors assuré en partie par Peter Trewavas qui jusqu'alors n'intervenait que sur certains vocaux de Fugazi. Le mois suivant, Marillion donne un concert privé à Liverpool au Royaume-Uni à l'initiative du fan-club anglais The Web avec Dave Lloyd, le chanteur de Rage, une prestation jugée guère convaincante, mais le groupe explique qu'il s'agissait là d'un dépannage amical. Marillion cherche à recruter par simple petite annonce ("Marillion - vocalist required") dans le magazine Melody Maker son nouveau chanteur. Des dizaines de K.7. parviennent au groupe, et une série d'auditions est organisée par E.M.I. avec les prétendants qui systématiquement tentent de singer Fish, y compris vestimentairement, alors que Marillion conscient de la nécessité de tourner la page cherchait un vrai nouveau chanteur, et non pas une improbable doublure. C'est finalement Darryl Way de Curved Air qui oriente les musiciens sur un jeune chanteur-claviériste qu'il connait bien et dont le groupe, The Europeans (en), vient de spliter. Tout juste papa, ce chanteur envisage de laisser tomber la musique pour devenir laitier et subvenir aux besoins de sa famille, avec une profession stable et rassurante. C'est ainsi que Steve Hogarth rejoint finalement Marillion après une audition improvisée dans le garage de Pete Trewavas. Malgré le talent indéniable de Steve Hogarth, le groupe ne réussira toutefois jamais à retrouver l'immense succès des années précédentes. 

### Symbolique de Marillion avec Fish
Les pochettes de premiers albums de Marillion ont toutes été dessinées par l'illustrateur anglais Mark Wilkinson. Elles ont en partie contribué à la popularité du groupe et Mark Wilskinson est considéré comme un pionnier de l'aerographe. Visuellement très élaborées, elles mettent en scène des personnages imaginaires créés par Fish (après le départ du chanteur, Mark Wilkinson illustrera du reste la plupart de ses albums solos).
Le premier personnage créé est le Jester (« Bouffon » en anglais). Il représente le personnage vêtu d'habits très colorés et portant un bonnet à grelot. Le Jester est présent sur une demi-douzaine de pochettes d'albums et singles.
Le deuxième personnage est le Child (« l'Enfant » en anglais). Il apparaît vers 1985, date à laquelle Marillion sort son 3e album intitulé Misplaced Childhood et dont le thème principal est l'enfance. Il est vêtu d'un habit rouge, similaire à ceux des tambours de l'armée (le garçon ayant servi comme modèle n'est autre que le fils des voisins de Mark Wilkinson et ce choix vestimentaire est dû à la fascination de Fish pour les habits militaires) et apparait sur tous les visuels de la période Misplaced.
Le dernier personnage est Torch, un écrivain alcoolique raté en manque d'inspiration et apparait sur l'album Clutching at Straws et quelques singles. Jack Kerouac est mis en valeur sur la pochette de l'album. Ian Mosley s'est également prêté comme modèle (le débat relatif à l'identité réelle de l'ange de la pochette n'est pas tranché).
Fish reprendra sur scène ces divers personnages en arborant des maquillages et portant divers costumes rappelant les illustrations des singles et des albums du groupe et ce jusqu'à la dernière tournée Clutching at Straws , la critique y voyant là un autre point commun avec le Genesis de Peter Gabriel.
Après le départ de Fish et avec l'arrivée du nouveau chanteur Steve Hogarth, tous ces symboles et personnages disparaissent. Il subsiste néanmoins quelques références à cette imagerie sur Seasons End qui est également la dernière pochette d'album à utiliser le logo historique du groupe (contrairement à ce qui est généralement pensé, le célèbre logo originel et alambiqué de Marillion apparu fin 1982 n'est pas de Mark Wilkinson mais plutôt l'œuvre de Jo Mirowski, un designer de Torchlight Creative & Marketing Services. Le premier logo de Marillion du Saliva Tears tour en 1982 est l'œuvre de Chris "Privet" Edge, l'ingénieur du son du groupe - Diz Minitt ayant dessiné lui les graphismes d'accompagnement, qui ornaient également les tenues de scène du groupe (les "old potatoes sacks" moqués par le magazine Sounds) sur la période 81/82).
Les visuels de Mark Wilkinson sont régulièrement repris, notamment lors de l'édition de Best-Of reprenant des morceaux de l'ère Fish. Un ouvrage présente l'univers graphique créé spécifiquement pour Marillion, "Masque - The Graphic World Of Mark Wilkinson, Fish And Marillion" (Babel Books/Musea Distribution).

### Continuité et changements (1989-1996)

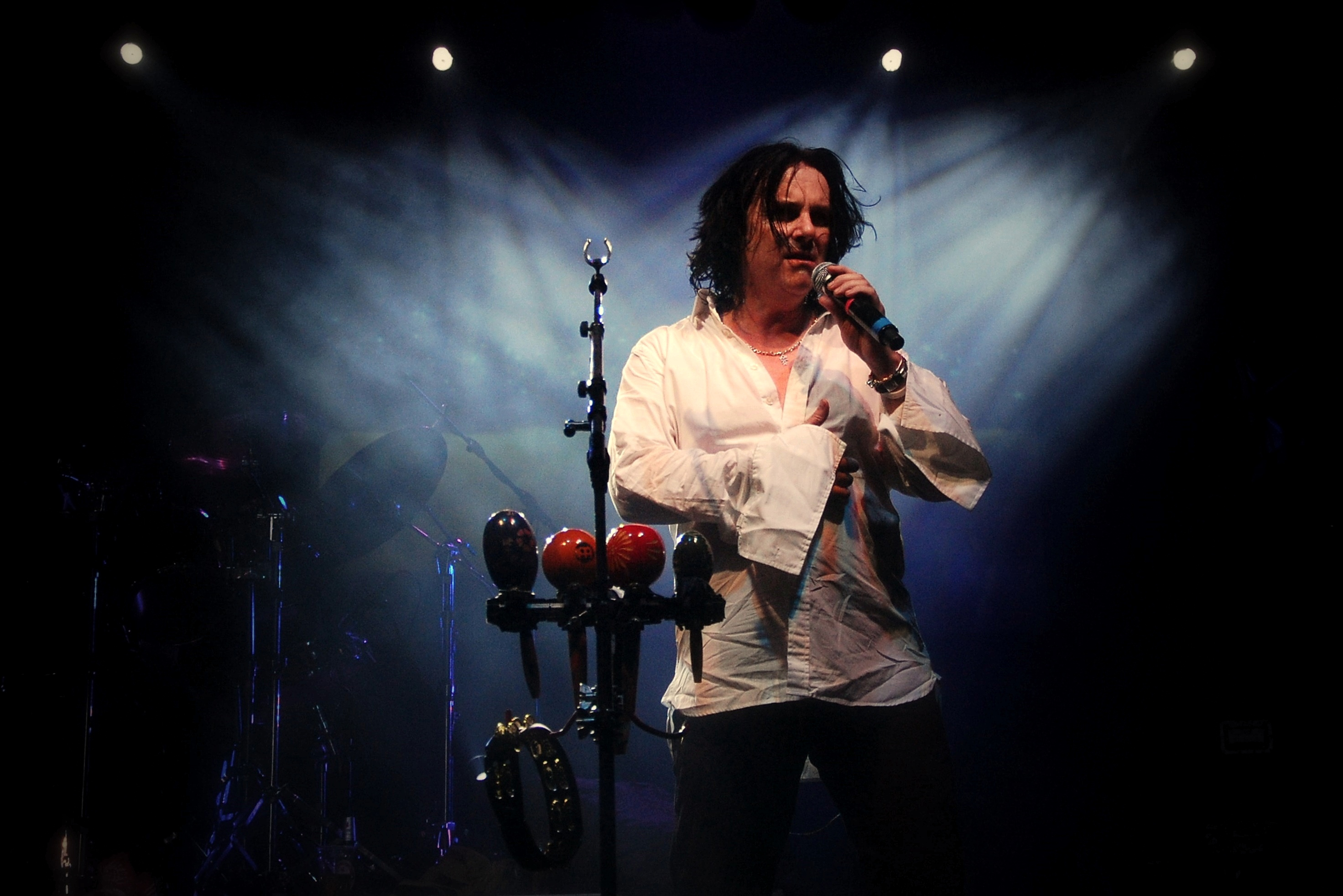
Steve Hogarth, à la fin des années 2000's

Alors que les fans et la critique sont dans l'expectative, Marillion sort Seasons End à la fin de l'année 1989, un album qui à la surprise générale s'avèrera un succès complet. Sans se renier musicalement (Berlin et surtout The Space entrent immédiatement dans la liste des classiques progressifs du répertoire du groupe, tandis que Season's end et  Easter font partie des titres incontournables que Marillion inclut encore quasi systématiquement dans ses set-lists, 30 ans après leur sortie), Marillion arrive à se renouveler dans la continuité, mais beaucoup des compositions ont été écrites du temps de Fish (lors de la réédition de Clutching at Straws en double-CD par EMI en 1999, Marillion ressort les premières bandes des sessions de l'album enregistré en 1987 à Nettlebed (Reading) puis Dalnaglar mais jamais sorties, et les fans découvrent alors un curieux mélange de bouts de musique de Seasons End sur lequel Fish chante parfois les paroles de son propre premier album solo Vigil in a Wilderness of Mirrors). Steve Hogarth, le nouveau chanteur que tout le monde attend au tournant, s'impose vocalement, tant sur l'album que sur scène, comme un chanteur magnifique, sans doute moins charismatique que Fish mais au registre vocal bien plus étendu et flexible. La seule baisse de qualité patente réside dans les textes, que beaucoup jugent désormais bien loin de la poésie symbolique de Fish. Marillion du reste n'hésite pas à faire appel à un parolier externe sur ses disques, nouveau coup dur pour le fan-core historique qui voit là une trahison de l'esprit Marillion. La tournée Seasons End est toutefois un énorme succès en Europe et en Amérique du Sud, et la popularité de Marillion semble alors intacte malgré le départ de Fish. Seasons End reste à ce jour le dernier disque de Marillion primé par la British Phonographic Industry, le syndicat du disque anglais. L'album est certifié disque d'or au Royaume-Uni (soit plus de 100 000 exemplaires vendus, Script et Misplaced étant pour leur part certifiés disques de platine avec plus de 300 000 copies vendues chacun en Angleterre). C'est à cette période qu'apparait le premier fan-club français de Marillion, Blue Angel, une structure d'abord totalement indépendante qui sera rapidement reconnue par Marillion et E.M.I. France.
Le groupe enchaîne alors avec Holidays in Eden en 1991. Cet album marque un tournant assez pop dans le style du groupe, bien que cette tendance ne soit pas nouvelle (tels Kayleigh et Lavender, fers de lance du succès du groupe auprès d'un très large public au Royaume-Uni). Le choix de Chris Neil comme producteur (Céline Dion, Bonnie Tyler, A-Ha, Cher), appuyé par EMI, n'est sans doute pas étranger dans cette nouvelle orientation musicale. Même les morceaux les plus ambitieux musicalement du groupe ne s'articulent plus vraiment autour des ruptures de rythme chères au rock progressif du Marillion des années 1980, mais plutôt autour de rythmes lents, voire contemplatifs, qui vont en crescendo avant d'exploser. Paradoxalement, Holidays in Eden présente les caractéristiques musicales attendues avec Season's end au moment de l'arrivée de Steve Hogart et son passé pop avec les groupes The Europeans et How We Live. Si ces deux albums étaient sortis dans un ordre inversé, il est probable que la critique et les fans auraient unanimement salué le spectaculaire redressement artistique de Marillion après le départ de son leader charismatique. À l'exubérance de Fish succède la rage contenue de Steve Hogarth, et le changement n'est finalement pas si radical, l'évolution musicale du groupe se faisant toujours avec une certaine cohérence. Malgré cela, beaucoup de fans ne voient pas d'un bon œil le nouveau style du groupe dévoilé par cet album. Certains n'acceptent pas la nouvelle orientation pop de Holidays in Eden, et d'autres vont même jusqu'à reprocher au groupe de tout faire pour renier le passé dont le changement du logo et l'abandon de toute la symbolique des pochettes dessinées par Mark Wilkinson (en l'occurrence, la pochette de Holidays est pourtant considérée à ce jour comme l'une des plus belles du groupe, et il est à noter que Marillion avait déjà abandonné son célèbre logo emblématique sur Clutching at Straws, alors que Fish était encore dans le groupe). Il est difficile aussi pour beaucoup de fans de faire le deuil des textes de Fish.
Il est probable que le polissage manifeste de Holidays in Eden constitue alors une tentative pour prendre enfin pied sur le marché américain, où Marillion ne peut se prévaloir que d'un succès d'estime en jouant essentiellement dans des clubs, faute de programmation radio ou de passage sur MTV. Pete Trewavas racontera plus tard comment E.M.I., obsédé par la nécessité de sortir au moins trois singles diffusables en radio sur cet album, dépêchait régulièrement Nick Garfield du département A&R ("Artists and Repertoire" des cadres désignés pour vérifier que la création d'un artiste colle bien avec le catalogue d'une maison de disque et atteindra en vente les projections faites par le département marketing) pendant les sessions d'écriture pour s'assurer que le « message » était bien passé. Cela s’avérera être une grave erreur de calcul, car le groupe avec Holidays in Eden se coupe de la base la plus loyale et historique de ses fans en Europe, sans pour autant changer de stature aux États-Unis, où il continue à jouer dans des clubs de moyenne capacité. Lors d'un concert au Ritz à New York, Marillion fait une fleur en offrant sa première partie à des fans ayant monté un groupe alors quasi inconnu, Dream Theater, qui explosera au niveau international et remplira les stades du monde entier deux ans plus tard. Par ailleurs, les relations entre Marillion et son ancien chanteur se dégradent de plus en plus, notamment sur le plan légal et la presse britannique se délecte de cet affrontement que Fish qualifiera plus tard ainsi: "On est entrés alors dans une phase horrible, avec tous les clichés possibles d'un divorce public".
En 1992, alors que EMI avait pour projet de sortir The Singles Collection, un Best-Of Marillion couvrant la période 1983-1991, Fish proposera au groupe de retourner ensemble au studio Funny Farm avec le producteur Chris Kimsey pour y enregistrer Institution Waltz (un des premiers titres de Marillion jamais enregistré autrement qu'en support démo, et que le groupe interpréta sur scène pour la dernière fois en septembre 1982 au Marquee de Londres), afin de l'inclure dans cette compilation, et de jouer ensuite ensemble lors de festivals en Angleterre et en Allemagne sous la forme d'un double concert de chacun des groupes se terminant par un set commun sur scène. Les musiciens déclineront cette offre, la jugeant inopportune, ce qui n'améliorera pas les relations entre Fish et son ancien groupe.

### BraveetAfraid of Sunlight(1994-1995)

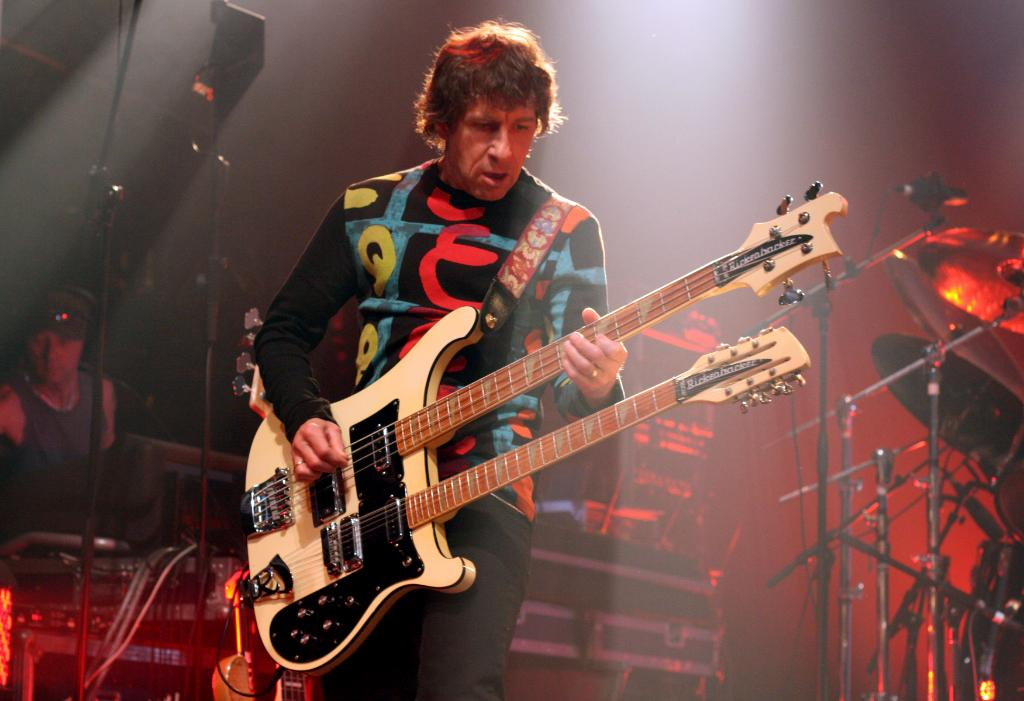
Pete Trewavas

Marillion revient au concept-album en 1994 avec le très ambitieux Brave, entièrement enregistré sur studio mobile installé au château de Marouatte dans le sud-ouest de la France, et album inspiré d'un fait divers relatif à la découverte d'une adolescente errant sur un pont autoroutier. L'idée de l'album vient de la rencontre de deux chansons alors en projet, Living With The Big Lie (écrite par Steve Hogarth) et Runaway (écrite par John Helmer). Steve Hogarth se rend compte que les deux chansons évoquent un même sujet, dit teenage angst (le mal-être adolescent), et fait le lien avec ce fait divers. Il décide de l'extrapoler en imaginant ce qui a pu se passer avant l'arrivée de cette jeune fille sur le pont. Finalement, il s'agit d'une œuvre complexe, très sombre, la musique du groupe venant accompagner et rehausser les textes, et dont la réalisation a conduit Marillion a ne donner aucun concert en 1993, une année blanche pour la première fois de sa carrière. C'est un album-concept dont la trame narrative est parfois opaque, mêlant intimement différentes voix auxquelles Steve Hogarth prête la sienne : celle de la jeune fille, celle de son amant, celle du narrateur extérieur. Sombre, intimiste et hanté, Brave représente encore aujourd'hui pour beaucoup le chef-d’œuvre inégalé de Marillion de la période Steve Hogarth, voire de Marillion tout court. L'album entre au classement des 20 meilleurs albums de 1994 du magazine britannique Raw, et Brave sera, près de 10 ans après sa sortie, salué rétrospectivement comme l'un des 30 meilleurs albums des années 1990 par le magazine Classic Rock. Parfois mal compris et surtout peu poussé par E.M.I. qui commence à réaliser que Marillion ne sera jamais un super-group aux États-Unis, l'album sera toutefois un semi-échec commercial, même s'il atteint en 1994 la dixième place à l'UK Album Chart, le classement des ventes en Grande-Bretagne, constituant ainsi la dernière apparition de Marillion dans le Top-10 outre-manche (il faudra attendre plus de 20 ans et la sortie de  F.E.A.R. en 2015, puis de An hour before it's dark en 2022 pour retrouver Marillion à ce niveau des Charts anglais). En avril 1994, le groupe donne trois soirs d'affilée trois concerts à La Cigale à Paris, le second concert étant enregistré pour la partie "Brave" du futur double-live Made Again Live qui sortira en 1996. Brave servira également de support à un court-métrage éponyme mis en scène par le cinéaste sud-africain Richard Stanley, vidéo qui elle aussi sera un échec commercial. Marillion se lancera toutefois en 1994 dans une tournée mondiale de 79 dates couvrant tous les continents à l'exception de l'Amérique du Nord, constituant ainsi la dernière grande tournée annuelle du groupe qui dès lors réduira le nombre des prestations.
Afraid of Sunlight est la dernière collaboration de Marillion avec EMI en 1995. Il s'agit encore d'un album concept, non pas axé autour d'une même trame narrative, mais autour d'une unique trame thématique : celle des dangers du succès (ironie peut-être involontaire en cette période où le groupe amorce une lente mais nette descente dans son succès commercial). Steve Hogarth y démontre son talent à se mettre dans la peau d'un autre personnage, ne parlant jamais mieux de lui-même que lorsqu'il parle des autres (de Brian Wilson dans Canibal Surf Babe, de Donald Campbell dans Out Of This World). La musique du groupe y est moins sombre que dans Brave, s'apparentant à de la pop « intelligente » ou « ambitieuse », voire de « pop prog » (par analogie avec le « rock progressif »). Le groupe y affirme surtout son intention de ne pas se laisser enfermer dans une catégorie musicale quelconque, intention qui est plus nettement affirmée dans les albums suivants. Malgré ses grandes qualités et de bonnes critiques (le disque entre même au palmarès des 50 meilleurs albums de l'année 1995 pour le très branché magazine anglais Q), Afraid of Sunlight, peu promu par EMI, est un nouvel échec commercial et marque le début de la baisse inexorable de la popularité de Marillion auprès du public. Le groupe joue une dernière fois au Zénith à Paris en octobre 1995, avant, pendant ses tournées ultérieures, de devoir se rabattre sur des salles plus confidentielles (le Bataclan, le Café de la Danse, Le Trabendo, ou l'Élysée Montmartre) au cours des deux décennies suivantes (Marillion ne retrouvera le Zénith qu'en 2017 pour la tournée F.E.A.R). La tendance est identique en Angleterre (à Londres, Marillion joue désormais au Forum ou au Sheperd Bush Empire et non plus à l'Hammersmith ou au Wembley Arena - Marillion ne refoulera les planches de l'Hammersmith Apollo qu'en 2021 pour plusieurs concerts sold-out).

### Premier modèle de financement participatif (1996-1997)
Le groupe quitte donc EMI après Afraid of Sunlight. Marillion avait pensé le faire plus tôt, lors de la préparation de Brave, mais avait finalement décidé d'aller au bout de son contrat (sept albums, faible taux de royalties et non renégociable). Le groupe crée alors Racket Records, son propre label indépendant (qui ne s'occupe que de Marillion), et est distribué pendant un temps par Castle Communications. À partir de 2001, le groupe est toujours en autoproduction, mais retire la distribution à Castle Communications pour la confier de nouveau à EMI. N'étant pas dépendant d'EMI pour la production de ses albums, ou pour les relations avec ses fans, le groupe sort donc vainqueur de cet échange parfois difficile à suivre.

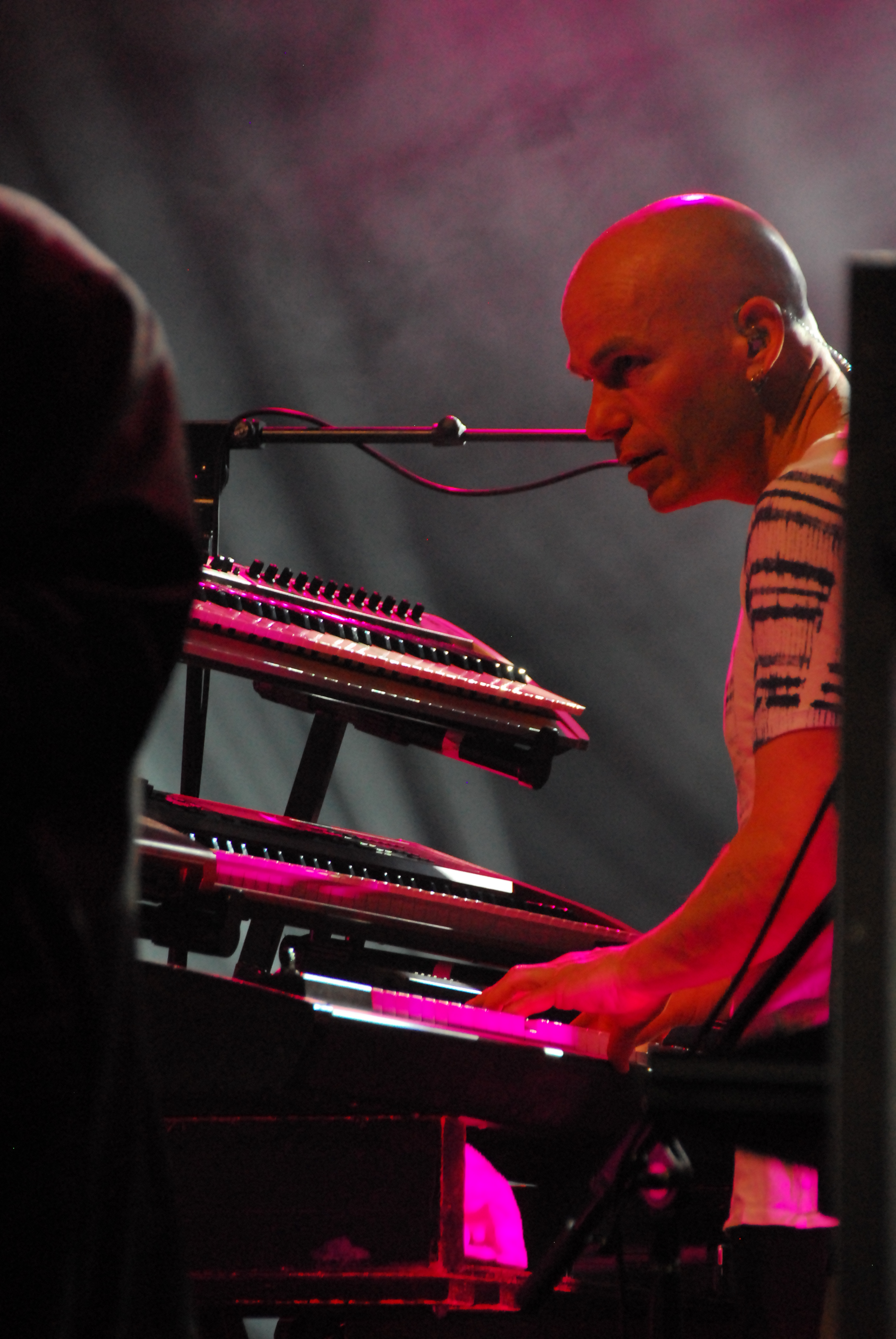
Mark Kelly

À partir de 1997 le groupe rencontre un succès plus confidentiel avec This Strange Engine, selon les standards de la musique radio- et télé-diffusée en heavy rotation (matraquage), mais suffisamment important pour le garder sur les rails et lui assurer une indépendance de création enviée par nombre de groupes à travers le monde. Le groupe développe, à partir de cette période, une stratégie de communication plus directe avec ses fans, sa véritable force, par le biais d'Internet. Marillion (notamment sous l'impulsion de Mark Kelly, le plus geek des cinq membres) a ainsi été le premier groupe de classe internationale - bien avant RadioHead, pourtant habituellement considéré à tort comme pionnier en la matière- à comprendre, anticiper et s'approprier les nouveaux moyens de communications disponibles via le Web de façon à toucher directement son public,. Ils n'hésitent pas à faire appel financièrement à ceux-ci, d'abord pour l'organisation d'une tournée américaine après la sortie de l'album This Strange Engine (l'initiative de collecte de fonds avait été lancée par un fan américain, et largement suivie via les listes de diffusion sur internet), pour pouvoir produire l'album Anoraknophobia (2001), ou encore pour constituer un budget promotionnel pour l'album Marbles (2004). Nombre de fans se prêtent de bonne grâce à cette forme de soutien direct, qui de plus donne le plus souvent droit à une version collector de l'album, spécialement réservée aux précommandes. Plus de 18 000 personnes ont par exemple pré-commandé Marbles, permettant ainsi à Marillion de s'auto-produire avec une certaine visibilité financière. Le groupe se distingue également en décidant de s'affranchir du soutien d'une boite de management dédiée (la toute-puissante société de John Arnisson, qui a pourtant accompagné Marillion depuis 1982) afin d'exercer un contrôle plus direct encore sur tous les aspects de sa destinée. Marillion monte enfin un site web exemplaire d'interaction avec son public qui lui permet d'établir une relation quasi symbiotique avec les fans, appelés à prendre une part de plus en plus active dans certains événements tels que la planification des tournées où même le contenu de certains matériels. Marillion multiplie ainsi en marketing-direct les matériels audio et vidéo, accessibles uniquement via son site Web. Le groupe édite ainsi les live from the Front Row (lit., « en direct des premiers rangs ») permettant de télécharger des dizaines d'enregistrements en public « bruts de décoffrage » puisque captés à la console de mixage pendant les concerts. Marillion édite également via le Racket Club et son site web une multitude de supports vidéo. La commercialisation en ligne en 2003 de la vidéo Before First Light - Live at Marillion Weekend 2003 moins de 48 h après la tenue du concert constituera un exploit qui vaudra à Marillion son entrée dans le Livre Guinness des records. Au-delà de l'aspect strictement musical, Marillion aura ainsi été la première formation à instituer et pérenniser un mode de fonctionnement révolutionnaire car totalement autonome. Ce mode de fonctionnement qui vise, grâce à internet, à court-circuiter un maximum d'intermédiaires entre le groupe et son public, a fait aujourd'hui de très nombreux émules au point de devenir un nouveau schéma de développement alternatif cité en exemple dans l'industrie du rock. Au-delà de la sphère musicale, ce modèle appelé financement participatif (ou production communautaire) est désormais plébiscité dans le domaine associatif, économique et même politique. Un article particulièrement fouillé publié dans Loudersound retrace la dégradation des liens avec EMI à partir de l'album Brave puis avec John Arnisson et enfin la mise en place du crowdfunding par Marillion au milieu des années 2000's, notamment à partir de l'album Anoraknophobia.

### Recherche permanente de nouveauté musicale (1997-2003)
Durant cette période (1997-2003), les albums de Marillion sont par certains côtés plus novateurs que les productions récentes du groupe, mais cette recherche déçoit une partie des fans de la première heure, par manque d'une réalisation ou d'une maturation suffisante. This Strange Engine en 1997, s'il semble respecter les fondamentaux de Marillion, n'arrive pas à décoller et donne la fâcheuse impression d'un groupe dans une impasse. Conscient de ce risque, Marillion se dégage alors de toute contrainte stylistique et va où le porte son inspiration du moment, avec des résultats malheureusement très inégaux et souvent décevants. Son dixième album studio Radiat10n (1998) en est un exemple, avec des compositions notamment gâchées par une production de très mauvaise qualité (le producteur Dave Meegan ne participe d'ailleurs pas à cet album, et le groupe procédera en 2013 à une réédition de Radiat10n avec une bien meilleure mise en son). C'est à cette époque que Chris "Privet" Hedge, l'ingénieur du son qui présidait aux consoles de mixage du groupe sur scène depuis le Silmarillion, quitte finalement la formation en 1998 pour se consacrer à d'autres projets. C'est un ultime coup dur pour les fans historiques de Marillion, tant "Privet", éternellement torse-nu devant sa console de mixage au milieu de la fosse, était devenu une figure aussi familière que les musiciens, ayant assuré la mise en son de tous les concerts du groupe avant même l'arrivée de Steve Rothery en 1979.
marillion.com (1999), confirme cette tendance du groupe à vouloir se renouveler et essayer de nouvelles directions, mais l'album peine à convaincre en s'enlisant dans des compositions très éloignées des productions antérieures. Beaucoup de fans déjà déçus par Radiat10n lâchent définitivement le groupe avec cet album considéré comme un Holidays in Eden raté. Steve Hogarth achève de se couper avec les premiers fans en déclarant à cette époque que selon lui, l'ancien Marillion est bel et bien mort et enterré, et que le groupe aurait été plus inspiré de changer de nom lors de son arrivée en 1989 pour éviter tout malentendu ultérieur. Pourtant, cette fois-ci, le son est à la hauteur, et la présence de Steven Wilson (leader du groupe Porcupine Tree), qui a participé au mixage et à la production de certains titres, se fait parfois entendre.
Le groupe lui-même porte un regard sans complaisance sur cette période, au cours de laquelle Marillion ne bénéficiait pas toujours du temps ni du budget nécessaires pour mener à bien la réalisation de ses disques - Mark Kelly aura même ce mot assez dur sur cette époque : "Pour être honnête, quand je repense à ces trois disques [This Strange Engine, Radiat10n et Marillion.com], je suis incapable de dire quelle chanson figure sur quel album".
Anoraknophobia sort en 2001 après les mal-aimés Radiat10n et marillion.com, et c'est un album plus rassurant pour le public. Il est pourtant encore plus novateur que les deux précédents, le groupe essayant des sonorités et des compositions qui lui sont inconnues, sans pour autant se détourner totalement du son Marillion. La forte cohérence de cet album est en partie due au travail de Dave Meegan, producteur consciencieux et véritable chef d'orchestre du groupe en studio, capable de faire recommencer une prise autant de fois que nécessaire, ou de renvoyer Steve Hogarth retravailler ses paroles. Les décisions se font le plus souvent de manière démocratique, mais le groupe apprécie ce jugement un peu plus extérieur et non complaisant. Finalement Anoraknophobia est sans doute l'album le plus atypique dans la discographie de Marillion.
Cette période, assez inégale d'un point de vue artistique, correspondra à une nette réduction de voilure pour Marillion, qui voit ses ventes d'albums s'effondrer, y compris en Grande-Bretagne (de plusieurs centaines de milliers d'exemplaires, les ventes de disques passent désormais à quelques dizaines de milliers d'unités et Marillion disparait alors purement et simplement des Charts, le classement des ventes d'albums) et doit réduire drastiquement le nombre et l'ampleur de ses prestations scéniques pour ne plus se concentrer que sur quelques concerts très ciblés avec une équipe technique réduite, loin des tournées européennes de dizaines de dates des années fastes où Marillion se produisait avec un light-show somptueux et un matériel apte à sonoriser des salles de 10 000 places). Ainsi en 2003, 2005 et 2006, Marillion ne se produira que ponctuellement lors de festivals d'été ou de conventions organisées par les fan-clubs (les fameux "Marillion Week-End"). Ian Mosley dira à cette même époque, non sans humour "Sometimes I feel like we're like Pink Floyd on a budget (laughter)" (lit. "parfois j'ai l'impression qu'on est Pink Floyd, mais sans un rond (rires)").

### Retour en grâce:Marbles(2004-2006)

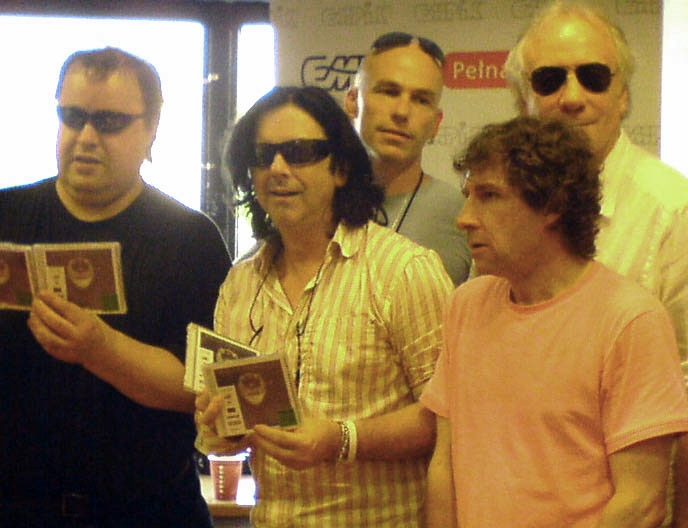
Marillion en pleine séance de promotion pour son nouvel album

Après trois ans d'attente, un double album d'une durée d'1h40 et constitué de 15 titres sort en 2004, Marbles. Les compositions variées, s'enchaînent avec beaucoup de fluidité et rappellent toutes les périodes de la carrière de Marillion, y compris par moments les plus anciennes. Le facteur liant de Marbles est la dissémination de petits morceaux de transitions intitulés Marbles I, II, III et IV.
D'une grande homogénéité, Marbles (accompagné d'une campagne marketing financée par les fans) reconquiert à la cause du groupe une partie des fans de la première heure, ainsi qu'un certain nombre de nouveaux venus. Il est ponctué de temps forts comme les désormais classiques Invisible Man, Neverland et Ocean cloud, tous trois d'une cohérence étonnante, peut-être la plus grande réussite du groupe dans ce type de format d'une quinzaine de minutes. L'album existe aussi dans une version édulcorée (moins de titres, et un ordre différent), destinée à la vente au grand public. La tournée de support de Marbles semble renouer également avec l'ambiance magique et baroque du early-Marillion, et cet album a indéniablement servi de signal de retour au bercail d'une partie des premiers fans, déboussolés par les quatre dernières réalisations du groupe et les errements musicaux passés. D'excellentes critiques accueillent Marbles, et le single You're gone entre directement à la 7e place dans les charts britanniques, un score que Marillion n'avait plus atteint depuis 1987 et Incommunicado. Pour la première fois également depuis bien longtemps, une vraie tournée mondiale de près de 70 dates est organisée (Royaume-Uni, Irlande, Europe continentale, Mexique, États-Unis et Canada). Marillion donne une demi-douzaine de concerts en France, dont deux dates parisiennes à l'Elysée Montmartre, en Mai et Septembre 2004. En Angleterre, le groupe entre en conflit avec le management de certaines grandes salles de concert qui imposent un prélèvement de 25% sur les recettes du merchandising, conduisant Marillion à se rabattre sur des villes et des salles plus petites mais financièrement plus rentables. Marillion remplira toutefois le London Astoria puis le Forum à Londres avec deux concerts successifs sold out dans chacune de ces salles rassemblant plusieurs milliers de fans, là où les dernières prestations dans la capitale du groupe alors au creux de la vague avaient pour cadre des lieux quasi-confidentiels (le Dingwalls, un club de 500 places en 2001, et Union Chapel, une église désacralisée de la banlieue nord de Londres en 2002). Malgré ce succès, le groupe peine toutefois à attirer de nouveau l'attention des médias musicaux généralistes qui ignorent superbement le retour sur le devant de la scène de Marillion  - lequel se qualifiera dès lors, avec ce mélange d'autodérision et d'amertume dont le groupe est coutumier, de "The best kept-secret of music industry".

### Somewhere ElseetHapiness is the Road(2007-2009)

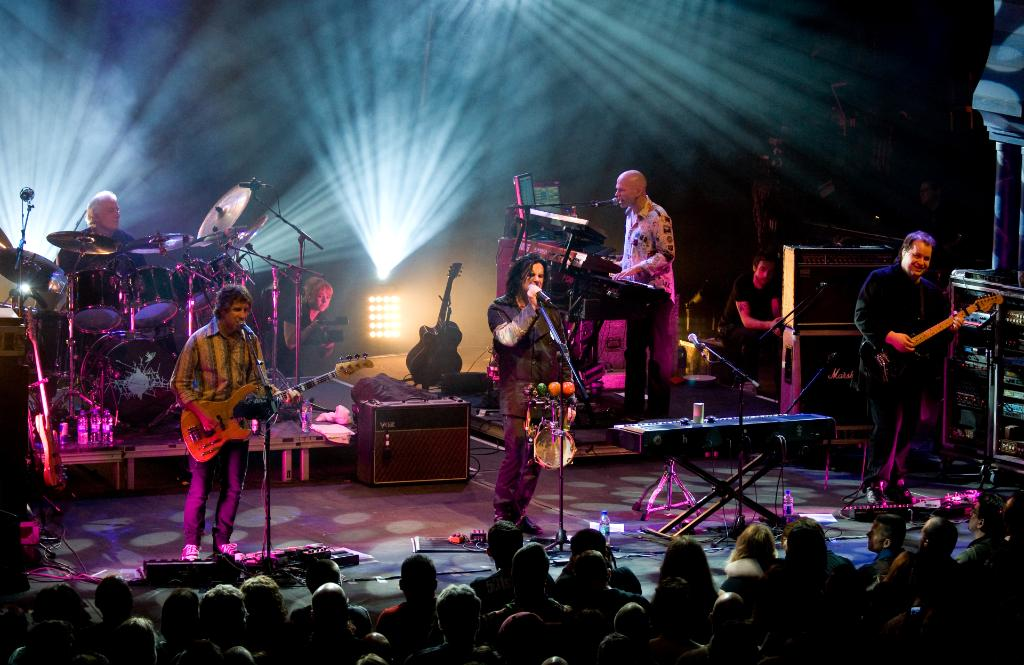
Marillion sur scène en 2009.

En avril 2007 sort Somewhere Else, un album à la fois plus aérien et plus dynamique qui rompt avec la mélancolie de l'album précédent et se tourne vers une approche radicalement moins progressive, au risque de prendre à contre-pied les fans récemment reconquis avec Marbles. Pour redonner du souffle à sa musique et surtout revenir à une certaine spontanéité qui les caractérisait à ses débuts, Marillion ne travaille plus sur Somewhere Else avec son producteur Dave Meegan mais avec Mike Hunter. Ce dernier parvient à redonner de l'énergie créatrice au groupe en les poussant à travailler live. Somewhere Else ressemble à l'album d'une renaissance réussie : le groupe y joue comme au temps de ses débuts avec Steve Hogarth au chant, offrant un son moderne, très riche et très organique.
Marillion impose alors plus clairement une image pop, dans la catégorie des Radiohead, avec son style propre. Avec ce disque il intéresse surtout à nouveau les médias. Chaque nouvelle sortie du groupe provoque autant d'engouement que de réactions négatives, le public de Marillion désormais diversifié se forgeant des attentes très différentes. Vingt ans exactement après la sortie de Clutching at Straws, Somewhere Else redonne de la visibilité au groupe. Pour cet album, Marillion décide selon son propre aveu de "laisser les fans tranquilles" et de ne pas avoir recours à leur soutien pour en financer la production, une décision essentiellement assumée par Mark Kelly désireux de ne pas "abuser de leur générosité", et qui paradoxalement sera parfois mal perçue par les fans qui se sentiront un peu exclus de la genèse de l'album. Fort de ses expériences heureuses sur Internet, Marillion décide toutefois de ne pas sortir de single sous forme de CD. Le 26 avril 2007 sort donc sur les plateformes de téléchargement légal, See It Like A Baby le premier extrait de Somewhere Else qui, lui, sort le 9 avril 2007. Le succès est enfin au rendez-vous puisque les médias se remettent à parler de Marillion en des termes élogieux et que des radios comme RTL2, FIP, ou Ouï FM retiennent le single dans leur playlist. Marbles puis Somewhere Else marquent en effet le retour d'une relative popularité de Marillion en Europe. Curieusement, la presse semble redécouvrir ce groupe qui n'a pourtant jamais cessé de tourner et de composer des albums, et Marillion, du fait de sa longévité et de la qualité artistique de ses deux dernières réalisations, regagne l'estime du milieu rock et du public. Opportunisme ou clin d’œil sympathique, le batteur-fondateur Mick Pointer monte en 2008 (date du 25e anniversaire de la sortie de Script for a Jester's Tear) le projet Script for a Jester's Tour, avec une série de concerts reprenant la totalité du répertoire du Marillion de 1983, avec Brian Cummings au micro (dont la ressemblance physique, vocale et scénique avec le Fish du début des années 1980 est stupéfiante). Cette formation (qui intègre aussi des musiciens d'Arena ou Nick Barrett de Pendragon à la six-cordes) se produit depuis occasionnellement, essentiellement dans des festivals consacrés au rock progressif dans la tradition des tributes. Le 9 septembre 2008, Marillion sort l'album Happiness is the Road, double album qui marque un retour à l'esprit conceptuel de Marbles, avec des sonorités très atmosphériques. Le groupe part en tournée européenne, avant de donner un concert sold-out à Paris à l'Olympia, le 16 février 2009. Le groupe refait appel à ses fans pour cet album dans une campagne de précommande via internet, non pas par réelle nécessité, mais plutôt car cela correspond désormais à une demande des fans qui veulent se sentir investis dans la préparation de l'album.
Un peu agacé par les références perpétuelles au Marillion des années 1980, le groupe édite essentiellement en direction de la presse une compilation téléchargeable gratuitement intitulée Crash Course (lit. « cours de rattrapage intensif ») destinée à remettre les pendules à l'heure en faisant découvrir son nouveau matériel. Mark Kelly jugera plus tard cette campagne « un peu prétentieuse » et modifiera alors son message envers la presse musicale. Ce sentiment d'incompréhension mutuelle entre Marillion et les journalistes n'est toutefois pas l'apanage des années 2000 : les fréquentes allusions à Genesis dans les années 1980 eurent également pour effet de nourrir un certain ressentiment du groupe envers la presse. Déjà en 1987, Fish déclarait « Nous ne sommes pas à la mode - nous sommes nous-mêmes et si vous voulez vraiment nous qualifier de quelque chose, alors vous n'avez qu'à dire que nous sommes Marillionesques. » Le groupe n'a, au moins sur ce plan là, jamais changé de discours.
Le 2 octobre 2009, le groupe sort un album studio acoustique, L=M (pour Less is More), nouveau virage à 180° en s'éloignant du concept et des sonorités qui avaient fait son succès. Il s'agit d'une sélection de chansons des précédents albums, revisitées avec des instruments et des arrangements acoustiques. Cet album est toutefois globalement mal perçu par les fans, y compris les inconditionnels de la période Steve Hogarth. Une tournée européenne a lieu à la fin de l'année 2009, acoustique également. Le 2 avril 2012, le groupe a officiellement lancé l'opération de précommande de son nouvel album, suivant une technique désormais bien rodée auprès de son following et parfaitement orchestrée sur le net.

### Sounds that Can't Be Made(2012-2015)

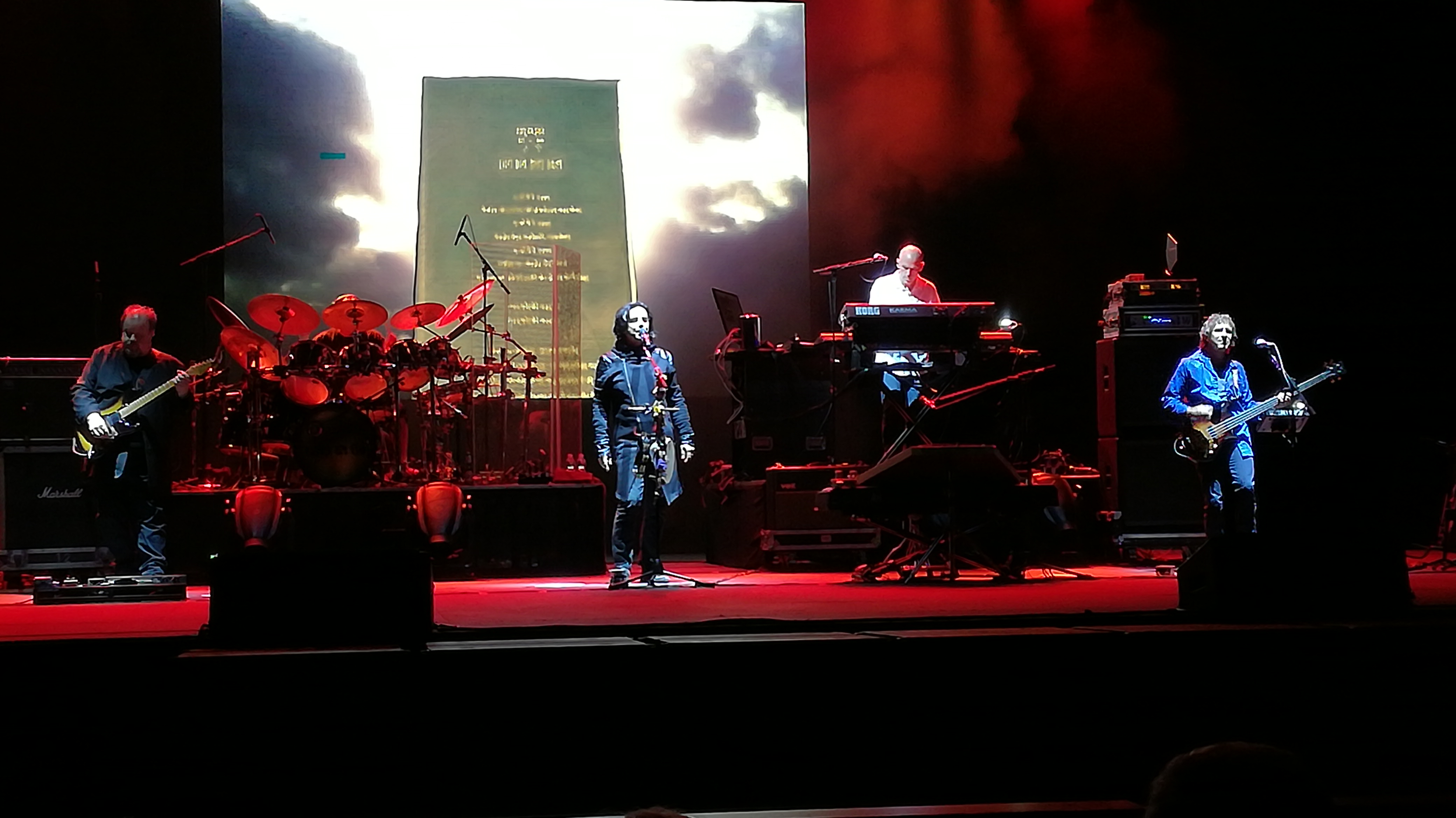
Concert à Milan, 2015

Sounds that Can't Be Made sort en septembre 2012 et constitue le 17e album de Marillion. On apprendra rétrospectivement que la préparation de ce disque généra des tensions amenant le groupe au bord de la rupture définitive. Marillion entre en effet en studio au Portugal pour maquetter ses premières compositions, trop précocement par rapport à la maturation des idées musicales et du matériel disponible et dans un contexte de problèmes familiaux pour Steve Hogarth alors en plein divorce, entraînant de vives dissensions. Le groupe arrête alors le projet, part en tournée, notamment en support de Deep Purple, avant de se retrouver à Bath au studio Real Worlds de Peter Gabriel, dans une bien meilleure ambiance, ainsi qu'au Racket Club pour finaliser l'album. Malgré une genèse tourmentée donc, le disque recueille dès sa sortie des critiques élogieuses, y compris auprès de la presse musicale grand public pourtant prompte par le passé à descendre le groupe, et même dans certains médias généralistes comme le Huffingtonpost, The Guardian voire en France Paris Match - au-delà du contenu musical, c'est du reste souvent la constance de Marillion et sa capacité à survivre à toutes les modes qui sont désormais saluées unanimement. Musicalement, Sounds that Can't Be Made revient à un certain formalisme stylistique qui était celui du groupe au début dans la première partie des années 1990 (Season's End et surtout Afraid of Sunlight, alors que les critiques établissent plutôt une filiation avec le Marbles de 2004), avec un album équilibré entre trois epics progressifs et plages plus concises et pop. Ce nouvel album est en cela représentatif des diverses facettes musicales du Marillion de l'ère Hogarth. Le complexe "Gaza" en ouverture apparait comme le titre emblématique de cet album, même s'il est loin de faire l'unanimité chez certains fans, d'un point de vue musical ou relativement aux paroles,.
Le groupe sur cet album a par ailleurs fait un effort notable pour redynamiser sa musique, tournant le dos aux rythmes contemplatifs de ses dernières réalisations sous la houlette de Mickael Hunter. Une tournée européenne, incluant 6 dates en France, est planifiée pour 2012-2013 en support de ce nouvel album, ainsi qu'une tournée nord-américaine. En septembre 2013, Marillion aux côtés de nommés tels Rush, Steven Wilson, Steve Hackett ou PFM se voit attribuer le titre du Groupe de l'Année aux Progressive Music Awards organisés par le magazine Classic Rock en partenariat avec divers supports culturels outre-manche tels Prog Mag. Au Printemps 2014, Marillion embarque pour la croisière musicale "Cruise To The Edge" (Floride, Honduras, Mexique) regroupant une série d'artistes emblématiques du rock progressif des années 1970 et 1980 (Yes, Steve Hackett-Genesis Revisited, PFM, Saga, Queensrÿche, UK, Tangerine Dream...) avant d’enchaîner par une mini-tournée sud-américaine d'une dizaine de dates (Mexique, Brésil, Argentine, Chili). Marillion fait également une apparition remarquée le 12 juillet 2014 au Festival d'Eté de Québec, dans une programmation éclectique mêlant Lady Gaga, Bryan Adams, Journey, SoundGarden ou encore Grand Corps Malade. En 2015, le groupe se consacre uniquement à des apparitions scéniques ponctuelles (les désormais usuels Marillion Week End programmés cette année au Canada et Angleterre), et une nouvelle participation au projet "Cruise To The Edge" (Floride, Bahamas).

### Fuck Everyone and Run (F E A R)(2015)

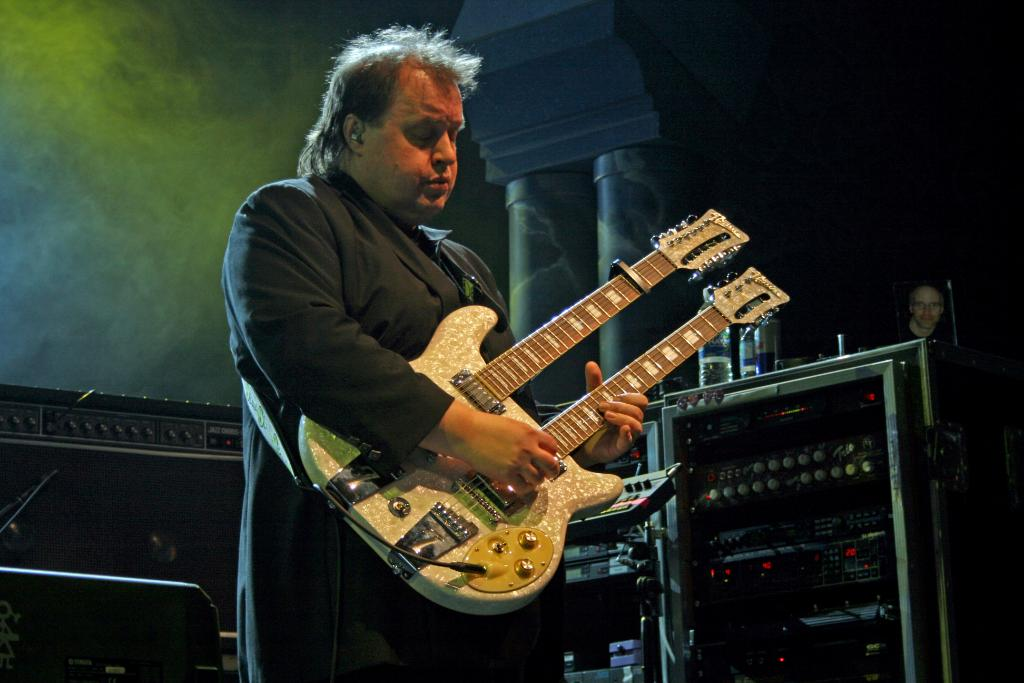
Steve Rothery

Le 1er septembre 2015, Marillion lance le co-financement par la précommande de son 18e album studio, via le site de Financement participatif PlegdeMusic. Ce nouvel album sort 23 septembre 2016 - simplement connu depuis fin 2015 et jusqu'au mois d'avril 2016 sous le nom de code M-18 - et se nommera F E A R pour "F... Everyone And Run". Le nom de cet album sera le sujet d'un débat animé entre les fans concernant la signification de chaque initiale et notamment le "F", débat clos lorsque le groupe dévoila officiellement le titre étendu (Fuck Everyone and Run (F E A R)). F.E.A.R s'inscrit dans la lignée du précédent album, avec l'alternance de pièces d'essence très progressive délivrées sous forme de concept-songs et de morceaux plus court, une structuration déjà retrouvée sur Sounds That Can't Be Made. Ce choix paradoxalement en devient surprenant car Marillion avait habitué son public à ne jamais sortir deux albums semblables. La tonalité de Fuck Everyone and Run (F.E.A.R), relativement sombre, se distingue par des textes résolument engagés politiquement, une tendance certes pas entièrement nouvelle chez Marillion (on pense au morceau Gaza, titre que le groupe avait initialement décidé de ne pas inclure en 2012 de peur de voir son texte mal interprété, avant de changer d'avis sous la pression de Mike Hunter, ou encore à Forgotten Songs, Fugazi, White Russians ou Season's End déjà dans les années 1980's et dans une moindre mesure à When I meet God ou A Few Words for the Dead dans les années 2000), mais affirmée de façon moins métaphorique dans F.E.A.R. Une tournée mondiale d'une soixantaine de dates (Amérique du Sud, États-Unis, Canada, Grande-Bretagne, Pays-Bas, France et ailleurs en Europe) se déroule de mai à décembre 2016 en support de ce nouvel album. Fort du succès de ce nouveau disque (F.E.A.R. rentre notamment dans le Top-10 des charts britanniques (7e position), un rang que le groupe n'avait plus atteint depuis Brave en 1994), Marillion prolonge sa tournée sur 2017 (Allemagne, Suisse, Pays-Bas, Angleterre, France), étant invité dans divers festivals. Nouveau signe de sa lente mais certaine sortie de l'underground, Marillion est désormais cité comme groupe majeur par divers artistes, tel Tim Burness, Clannad ou, de façon plus inattendue, Iron Maiden ou  Metallica, et surtout la presse musicale les considère désormais avec un respect auquel le groupe n'avait jamais eu droit dans ses années fastes. The Guardian, quotidien de référence en Grande-Bretagne qui n'était pourtant pas le dernier à démolir le groupe au début des années 2000's, n'hésite pas notamment à affirmer que FEAR constitue le meilleur album de Marillion depuis 20 ans. Par ailleurs, le groupe est surtout de nouveau programmé dans des salles européennes prestigieuses d'une capacité que Marillion n'avait pas pu s'offrir depuis de nombreuses années, tel le Royal Albert Hall à Londres ou encore le Zénith à Paris, une scène que Marillion n'avait pas foulée à Paris depuis 1995 et la tournée Afraid of Sunlight.

Le Royal Albert Hall de Londres

Au Royal Albert Hall, Marillion décide de se faire accompagner, sur une partie du set, par un quatuor à cordes, un corniste et une flûtiste (probable clin d’œil à cette salle mythique qui souvent permit à des groupes de rock de se faire accompagner de musiciens classiques, Deep Purple ayant initié cette tradition en 1969 avec le Royal Philarmonic Orchestra). C'est une telle réussite auprès du public que le groupe décide de réinviter l'orchestre pour sa prestation parisienne. Ces concerts dans des salles emblématiques, tous deux rapidement sold-out, témoignent d'un réel retour de popularité pour Marillion, comme le confirme l'intérêt que ces apparitions ont déclenché dans la presse grand-public tel, en Grande-Bretagne, les quotidiens à fort tirage Daily Express ou The Guardian ou en France l'émission Very Good Trip sur France-Inter. Marillion se produit ainsi début Août 2018 en tête d'affiche du Festival Rock au Château à Villersexel, son seul concert français de l'année, qui fera l'objet d'un reportage sur France Info TV dans son émission Culture Box.
Fort de l'expérience réussie en live avec son quatuor à cordes, Marillion édite en 2019 With Friends from the Orchestra, un album studio reprenant une série de titres plus ou moins emblématiques du groupe incluant cette nouvelle orchestration classique (dans la lignée de Less is More qui revisitait déjà en 2009 le répertoire du groupe en mode acoustique cette fois) - un album qui reçoit toutefois un accueil mitigé de la part des fans et de la critique, tant le résultat final est jugé parfois disparate,.

### Marillion et la crise COVID

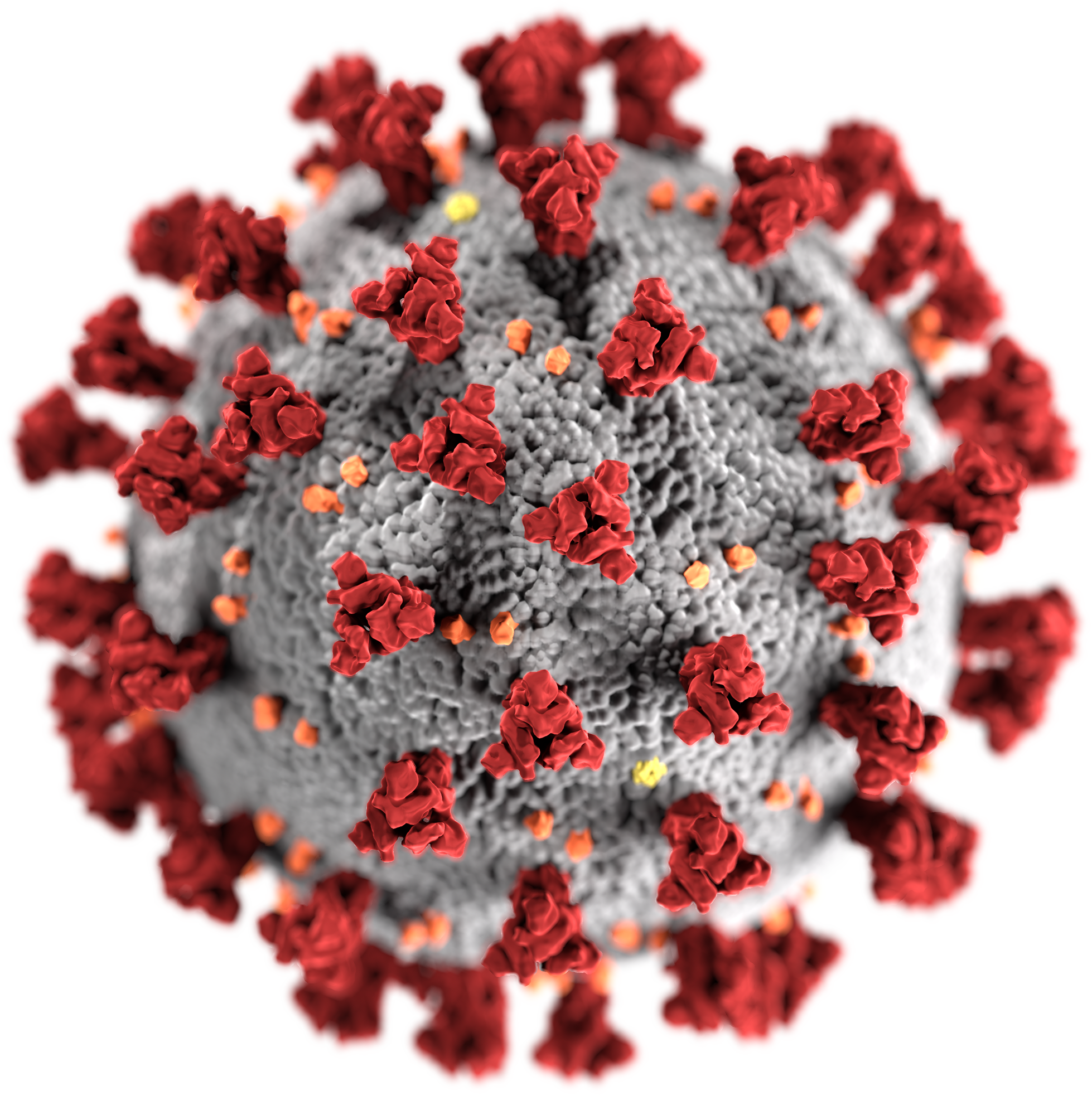
Le SARS-Covid 19

En plein confinement britannique au printemps 2020, Marillion annonce le report à 2022 de la quasi-totalité de ses conventions initialement prévues au printemps 2021 (à l'exception de celle de Leicester maintenue fin avril 2021). Le groupe propose des "lockdown versions" de certains titres, chacun des membres jouant depuis son domicile. Afin de maintenir le contact avec son public, le groupe multiplie les messages via l'ensemble des supports disponibles sur Internet, proposant ainsi un journal de bord quasi en temps réel des activités des musiciens, chacun cloîtré à son domicile. Du 4 au 6 septembre 2020, Marillion organise une "Couch Convention" (littéralement "Convention depuis son canapé"), offrant un accès en ligne gratuit à divers supports audios et vidéos, et la possibilité de discuter directement avec les membres du groupe, pour maintenir l'esprit des Marillion Week-Ends. Cette Couch Convention a, en outre, permis une levée de fonds parallèle de plusieurs dizaines de milliers de livres destinées à l'équipe technique du groupe temporairement sans emploi. Marillion s'est également inscrit plus largement dans le mouvement #Ilovelive, une campagne de crowdfunding visant à aider les équipes techniques britanniques frappées par près d'un an d'arrêt de toute activité de concerts en Grande-Bretagne.

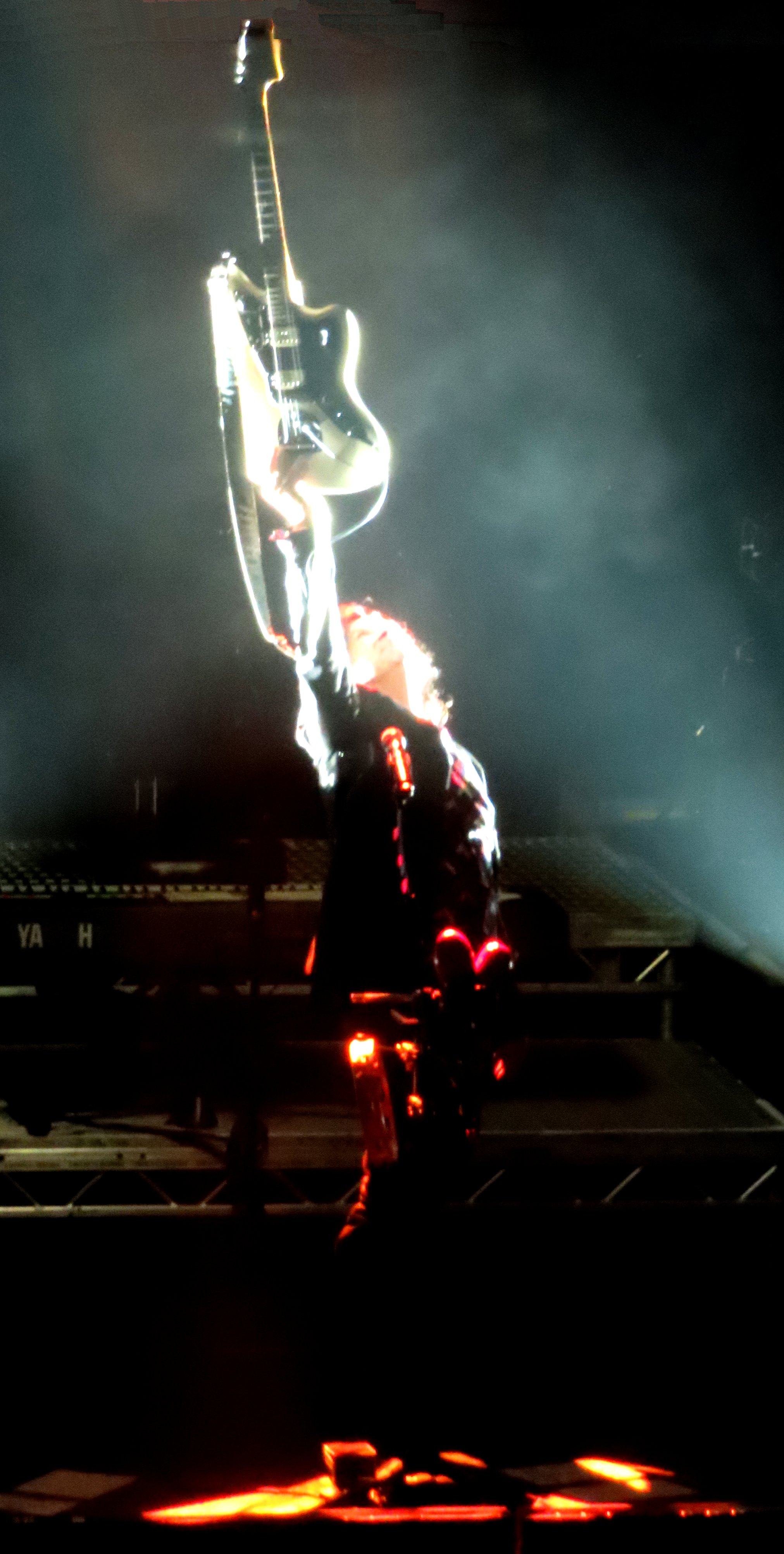
Corn Exchange, Cambridge, 2021

En novembre 2021, après deux années passées sans concert (la dernière prestation du groupe remontait en décembre 2019 à Essen en Allemagne), Marillion arrive à caser in extremis, entre deux vagues COVID, 10 dates en Grande-Bretagne en moins de 15 jours, la tournée Light at the End of the Tunnel se terminant par deux concerts sold-out à l'Hammersmith de Londres. Cette mini-tournée n'a été rendue possible que grâce à une levée de fonds auprès des fans permettant au groupe de payer l'assurance pour ses concerts, en raison des incertitudes sur la situation sanitaire en Angleterre. Les dates européennes, notamment françaises (Bordeaux, Dijon, Nantes, Lille et Paris Zenith), de la tournée Light at the End of the Tunnel ont quant à elles été reportées à 2022, tournée qui comprend une trentaine de dates (Grande Bretagne, Allemagne, Pays-Bas, France), plus le retour des célèbres Marillion Week-Ends (Angleterre, Canada, Suède, Portugal) et une nouvelle participation à Cruise To The Edge 2022 en compagnie d'Al di Meola et Alan Parsons, marquant ainsi le retour du groupe sur scène.
La dernière prestation du groupe à l'Hammersmith de Londres a donné lieu à un enregistrement live avec diffusion en direct en streaming, permettant ainsi à des milliers de fans supplémentaires d'assister en direct au concert. C'est dans ces conditions très particulières que Marillion s'est attelé à la composition et réalisation en 2021 de son nouvel album An Hour Before it's Dark, disponible en précommande selon le circuit maintenant habituel mis en place par le groupe. Cette période de confinement a également permis à Mark Kelly de rédiger une biographie "Marillion - misadventures & marathons: the life and times of Mad Jack" qui sort en Février 2022.

### An Hour Before it's Dark(2022)
Enregistré dans des conditions particulières eu égard à la situation sanitaire en Europe, avec notamment un Steve Rothery ne rejoignant le groupe que tardivement pour le maquettage final, An Hour Before it's Dark sort en Mars 2022 et s'inscrit dans la droite lignée de son prédécesseur - notamment par son positionnement directement en prise avec l'actualité du moment (urgence climatique, pandémie COVID et crise sanitaire, Brexit) - et en suivant une structuration musicale de ses morceaux et une tessiture sonore déjà éprouvés au cours de Sounds That Can't be Made et F.E.A.R. L'adjonction pour ce 20e album d'un quatuor à cordes, même si elle n'est pas vraiment une surprise après l'expérience With Friends From The Orchestra, et de l'ensemble gothique Choir Noir sur The Crow and the Nightingale, apportent à cet album la touche de nouveauté nécessaire à chaque réalisation du groupe. Contre toute attente eu égard à la structuration toujours aussi peu commerciale de ses morceaux, An Hour Before it's Dark se hisse à la seconde place du classement de UK Charts immédiatement après Oochya! des Stereophonics, un score que la formation n'avait pas atteint depuis 35 ans et Clutching at Straws en 1987 et la confirmation, si besoin était, que Marillion redevient un groupe majeur sur la scène européenne (l'abum atteindra également dès sa sortie la seconde place des meilleures ventes en Allemagne et aux Pays-Bas). Après un été consacré aux traditionnels Marillion Week-Ends (Suède, Canada, Portugal, Grande-Bretagne) permettant de faire tourner son nouveau matériel sur scène, et une nouvelle participation au projet Cruise to The Edge, Marillion en support de son nouvel opus part fin Septembre 2022 pour une mini-tournée britannique de 9 dates culminant par un nouveau concert sold-out à l'Hammersmith Apollo de Londres, signe du retour du groupe sur le devant de la scène anglaise. Cette tournée sera suivie d'une tournée européenne de 16 dates, dont fait notable 6 concerts en France incluant un nouveau passage au Zénith de Paris, hélas lui à peine rempli malgré sa configuration réduite pour l'occasion et la présence de contingents de fans venant d'autres pays européens. Marillion se produit alors sur toute cette tournée Européenne avec le renfort sur scène d'un percussionniste, Luis Jardim. Marillion au Printemps 2023 fête la 21e édition de ses Week-End à Port Zealand (Pays-Bas), avant de cesser toute activité scénique pour plutôt consacrer l'essentiel de l'année aux tournées solo de Steve H. et du Steve Rothery Band, ne planifiant en Novembre qu'une ultime mini-tournée Européenne de 10 dates "Once Tour Before It's Christmas" incluant deux nouveaux concerts français (Strasbourg, au cours duquel le groupe rajoute deux morceaux tirés de Clutching at Straws en rappel, et Paris Trianon entièrement axé lui sur la période Hogart),.   En 2024, Marillion est de nouveau programmé sur le projet Cruise to The Edge mais s'y produit alors sans Pete Trewavas, alors en pleine convalescence après une intervention chirurgicale cardiaque  - remplacé à la basse pour l'occasion par Nick Beggs, le bassiste de Steven Wilson.  Le premier semestre 2025 est lui consacré aux Marillion Week ends (Espagne, Italie, Angleterre, Allemagne, Norvège) couvrant une dizaine de concerts programmés entre Avril et Juin - le groupe étant en tête d'affiche du Kernowfonia Festival en Cornouailles en fin d'été. 

## Projets parallèles
Même si Marillion constitue leur occupation à temps-plein, les membres du groupe développent, de façon régulière, des projets musicaux propres. Ainsi, les groupes H-Band ou H Natural (Steve Hogarth), The Wishing Tree ou The Steve Rothery Band (Steve Rothery), Edison's Children et Transatlantic (Pete Trewavas), Dee Expus, Marathon (Mark Kelly) ou encore Iris (Pete Trewavas, Ian Mosley) permettent aux musiciens de développer des projets dont la tonalité ne correspond pas nécessairement à l'identité musicale de Marillion. Le groupe avait un temps pensé à inclure certains de ces chansons satellites dans ses propres set-list (notamment Your Dinausor Thing sur la tournée This Strange Engine), avant d'abandonner l'idée, du fait de la difficulté de se mettre d'accord sur quel titre choisir et le risque de décevoir le public venu surtout écouter du Marillion.

## Anecdotes
- Lors du concert du 18 avril 1982, à Bangor (Pays de Galles), Fish et l'ingénieur du son Chris Privet Hedge auraient interverti leurs rôles - Privet aurait en fait interprété à l'harmonica une version de  'Last Of The Summer Wine'[155].
- Lors de la sortie de son premier single Market Square Heroes en 1982, EMI contraint le groupe à enregistrer une version pour la radio dans laquelle la strophe itérative I am your ante-christ est remplacée par I am your battle priest, jugé moins choquant pour les oreilles de l'Église anglicane. De la même façon, le I'm fucking de Garden Party sera remplacé par le chaste I'm miming sur l'album Script for a Jester's Tear et sur le single correspondant[156].
- Marillion a joué un record de 19 concerts au Marquee Club en 1982 (dont 3 concerts consécutifs les 28, 29 et 30 décembre) et le nom du groupe est désormais étroitement associé à ce club légendaire du centre de Londres qui a vu défiler toutes les étoiles montantes de la scène rock anglaise (Marillion y décroche une très convoitée Residency en juillet 1982, c'est-à-dire une programmation régulière un jour fixe de la semaine, moyen idéal, si le premier concert est bon, de faire venir de plus en plus de monde et de journalistes aux concerts suivants). C'est aux Marquee Studios que sera enregistré le premier LP du groupe en 1983. Loin de se détourner du club une fois arrivé au sommet de sa popularité, Marillion alors en pleine gloire y retourne pour des apparitions exceptionnelles en 1985, 1987 et 1988, et y scénarise le single Incommunicado, tourné sur place en hommage au rôle qu'aura joué le Marquee Club dans l'essor du groupe sur la scène anglaise[157].
- À l'occasion de sa désastreuse première tournée américaine en 1983, Marillion va jusqu'à se faire éjecter de la scène du club où le groupe se produisait, pour se faire remplacer par un concours de Miss T-Shirt mouillé - bon prince, le patron du club proposera aux musiciens dépités de siéger dans le jury « afin que leur soirée ne soit pas totalement foutue ». Seuls Fish et Andy Ward accepteront. Lors d'un autre concert à New York (PIER84, 8 Août 1983) où le public siffle particulièrement le groupe, Fish craque et insulte le public en gaélique, ce qui déclenchera une bronca, Fish finissant par demander aux spectateurs mécontents de venir sur scène se battre avec lui et souhaitant une bonne soirée à tous les autres[158].
- Lors de la fin de la tournée anglaise de Script for a Jester's Tear en 1983, Marillion teste sur scène un de ses plus célèbres epics, "Incubus", qui ne sortira que sur l'album suivant Fugazi. Le morceau connaît immédiatement un énorme succès live, malgré sa longue durée (9 minutes). Fish racontera sa surprise de voir que les plus mordus des fans suivent alors la tournée ville après ville pour apprendre en direct les paroles et pouvoir les chanter avec lui au concert suivant.
- C'est Fish qui jouait sur scène les percussions sur l'introduction d'Assassing lors du Fugazi Tour, jusqu'au jour où mystérieusement, les flight-cases ont été perdues entre deux concerts[159].
- Programmé à l'édition 1985 du festival de Hard-Rock de Castle Donnington, Marillion entre sur scène sous une pluie de cannettes, le public étant principalement venu acclamer Metallica. Plutôt que de se formaliser, Fish prend la foule à contre-pied en expliquant qu'il collectionne justement les bouteilles, puis que sa mère lui a téléphoné d'Écosse pour lui interdire de jouer dans un festival de hard rock où se pratique sûrement la fornication et d'horribles beuveries. Fish sort alors un appareil-photo de sa poche et commence à mitrailler la foule, pour montrer à sa mère lorsqu’il rentrera en Écosse combien les fans de hard rock sont en fait des gens charmants. Le public, ravi, se prête au jeu, se retourne complètement en faveur du groupe et acclame alors Marillion, gratifié même d'un rappel en fin de set[160].
- À l'occasion du Wembley Charity Gig d'avril 1987, Marillion est rejoint en fin de concert sur scène par une partie d'Iron Maiden (Bruce Dickinson, Nicko McBrain et Janick Gers) et interprète The Boys are Back in Town (Thin Lizzy), All the Young Dudes (David Bowie), et With a Little Help From My Friends (The Beatles), une prestation diffusée sur la radio BBC1[161]. Marillion du reste a toujours intégré occasionnellement des reprises dans sa set-list, principalement sur certains rappels, comme I know what I like (Genesis) sur les premiers concerts de 1981 et 1982, She loves You (The Beatles), My Generation (The Who) et/ou Twist Again (Chubby Checker) insérés parfois dans Market Square Heroes sur les tournées 1986 et 1987, de School's Out (Alice Cooper) sur certains concerts de la tournée Season's end, ou de You've Got to Hide your love Away (The Beatles) sur le Made Again Tour, ou de Fake Plastic Trees de Radiohead sur ses tournées de 2009.
- Peu après le recrutement de Steve Hogarth sur bande puis à la suite d'une série d'auditions, les quatre Marillion réunis tombent sur la télévision anglaise sur un clip de The Europeans, l'ancien groupe de Steve Hogarth, dans lequel ce dernier évoluait déguisé en poulet. Consternation des musiciens qui se regardent épouvantés : « Merde, on a engagé un frappa-dingue! »[162].
- Si officiellement, le premier concert de Marillion avec Steve Hogarth au micro a été donné en France au Palais des Sports de Besançon le 5 octobre 1989, première date mondiale du Season's End Tour, le groupe s'est produit le 8 juin 1989 au Crooked Billet, un pub de Stoke Row dans l'Oxfordshire, sous le pseudonyme improbable de The Low Fat Yogurts (les yaourts allégés, nom choisi par le producteur de Season's End Nick Davis et probable clin d’œil au régime drastique que suivait alors Steve Rothery, effectivement méconnaissable sur les photos). L'origine de ce concert impromptu reste mal cernée (Mark Kelly un soir de cuite se serait engagé devant le patron à y jouer, ou l'ensemble du groupe aurait voulu faire plaisir à une jolie serveuse australienne, selon les versions)[163]. Quoi qu'il en soit, plus de 150 fans ont eu vent du projet et se sont entassés - littéralement - jusqu'au plafond pour assister aux premiers pas de Steve Hogarth sur scène. Le groupe joue ce soir-là Slainte Mhath / King of Sunset Town / Warm Wet Circles / That Time of the Night / Uninvited Guest / Easter / Kayleigh / Lavender / Hooks in You / After Me, et incapable de quitter la scène en fin de set du fait de l'affluence, sort par une fenêtre pour échapper à l'émeute[164].
- Lorsqu'ils ne s'appellent pas les Low Fat Yogurts, Marillion peut donner des concerts sous d'autres noms comme les Skyline Drifters (référence à un de ses premiers morceaux, jamais sorti autrement qu'en K7 démo), Lufthansa Airport Terminal ou encore plus récemment Los Tres Marillios lorsque le groupe évolue sous une formule réduite. À noter qu'un cover-band de Marillion tourne également au Royaume-Uni sous le nom de Skyline Drifters (Marillion pour sa part a cessé d'utiliser ce pseudonyme en mai 1983 lors d'un concert donné incognito au Marquee Club à Londres)[165].
- À Lille le 2 avril 1990, dernier concert français de la tournée Season's End, Steve Rothery rejoint sur scène le groupe français assurant la première partie, Arrakeen, aujourd'hui dissout, pour jouer le solo de la chanson Folle Marie. Cette chanson se retrouve sur le premier album d'Arrakeen, Patchwork, sorti en 1991 sur le label MSI[166]. Steve Rothery et Mark Kelly remettent ça en 1991 lors d'un concert d'Arrakeen à Paris au Théâtre Dunois, le groupe reprenant Market Square Heroes en dernier rappel[167]. Plus tard, Peter Trewavas et Ian Mosley assurent la section rythmique du premier album solo du guitariste Sylvain Gouvernaire, Crossing the Desert enregistré en 1995 au Racket Club, le studio de Marillion[168].
- Lors de la tournée française d’Afraid of Sunlight, Barbara Lezmy, chanteuse de Guma Guma, apparaît sur la scène du Zénith de Paris. À l'époque, chanteuse d'Arkham, le groupe, aujourd'hui dissout, fait la première partie de Marillion, à la Cigale à Paris. Barbara Lezmy avait, au préalable, participé à l'album Afraid Of Sunlight pour la partie parlée entre Cannibal Surf Babe et Beautiful. Elle avait été repérée par Marillion lors d'une convention du fan-club français Blue Angel à Paris pour laquelle Arkham avait joué, ce qui avait fait dire à Mark Kelly à l'issue de ce concert que sa présence scénique et son charisme « lui rappelait Fish à ses débuts ».
- Le 26 août 2007 à Aleysbury (Angleterre) à l'occasion du festival Hobble on the Cobbles, Fish invite lors du dernier rappel et à la surprise générale, les musiciens de Marillion (à l'exception de Steve Hogarth) à le rejoindre, pour une reprise de Market Square Heroes, pour la première fois depuis presque 20 ans[169].
- Le 29 mai 1999, à Bernex (Suisse, canton de Genève), le journaliste musical Pierre-Michel Meier organise sa première fête de l'espoir, un festival complètement gratuit, dans lequel il invite des artistes qui lui sont proches. Or, Fish et Steve Hogarth se retrouvent dans la programmation du festival. Après une prestation de Fish totalement a capella, en raison d'un problème technique, le set de Steve Hogarth put se dérouler sans accrocs et devant les fans, Fish rejoint Hogarth sur scène pour chanter avec lui "Hope for the future" de l'album This Strange Engine[170].
- Steve Rothery et Diz Minnitt se sont retrouvés sur scène au Granmarstonbury Festival de North Marston dans le Buckinghamshire le 17 septembre 2011, 29 ans après le départ de Diz de Marillion, sur le projet The GranMarstonberries (un groupe de reprises, pour l'essentiel) - projet auquel collaborent également pour les vocaux féminins Jennifer Rothery, la fille de Steve, Jo sa femme, et Lisie Minnitt, la fille de Diz[171]. La totalité du concert est consultable sur YouTube.

## Membres

### Membres actuels
- Steve Rothery : guitare (depuis 1979)
- Pete Trewavas : basse, chœurs (depuis 1981)
- Mark Kelly : claviers (depuis 1981)
- Ian Mosley : batterie (depuis 1984)
- Steve Hogarth : chant, claviers additionnels (depuis 1988)

### Anciens membres
- Fish : chant (1979-1988)
- Mick Pointer : batterie (1979-1983)
- Brian Jelliman : claviers (1979-1981)
- Doug Irvine : basse et chant (1979-1980)
- Diz Minnit : basse (1981)
- Andy Ward : batterie (1983)
- John Martyr : batterie (mars-octobre 1983)
- Jonathan Mover : batterie (octobre 1983)

## Discographie

### Albums studio

#### Époque Fish
- 1983 – Script for a Jester's Tear (réédité en 2020 coffret 4CD / 1 Blu-ray)
- 1984 – Fugazi (réédité en 2021 coffret 3CD / 1 Blu-ray)
- 1985 – Misplaced Childhood (réédité en 2017 coffret 4CD / 1 Blu-ray)
- 1987 – Clutching at Straws (réédité en 2018 coffret 4CD / 1 Blu-ray)

#### Époque Steve Hogarth
- 1989 – Seasons End (réédité en 2022 coffret 3CD / 1 Blu-ray)
- 1991 – Holidays in Eden (réédité en 2021 coffret 3CD / 1 Blu-ray)
- 1994 – Brave (réédité en 2018 coffret 4CD / 1 Blu-ray)
- 1995 – Afraid of Sunlight (réédité en 2019 coffret 4CD / 1 Blu-ray)
- 1997 – This Strange Engine
- 1998 – Radiation
- 1999 – Marillion.com
- 2001 – Anoraknophobia
- 2004 – Marbles
- 2007 – Somewhere Else
- 2008 – Happiness Is The Road
- 2009 – Less Is More (acoustique)
- 2012 – Sounds that Can't Be Made
- 2016 – Fuck Everyone and Run (F E A R)
- 2019 – With Friends from the Orchestra
- 2022 – An Hour Before It's Dark

### Albums en concert
- 1984 – Real to Reel
- 1986 – Brief Encounter
- 1988 – The Thieving Magpie
- 1996 – Made Again
- 1998 – Unplugged at the Walls
- 1999 – Zodiac
- 2002 – Anorak in the UK
- 2005 – Marbles Live
- 2008 – The Early Stages 1982-1987
- 2009 – The Recital of The Script (réédition CD)
- 2009 – Live from Loreley (réédition CD)
- 2010 – At High Voltage (Concert enregistré le 25/07/2010 au High Voltage Festival de Londres)
- 2011 – Live from Cadogan Hall
- 2013 – A Sunday Night Above The Rain
- 2013 – Brave Live 2013
- 2015 – Marbles in the park (Concert enregistré au Center Parcs Port Zelande, Pays-Bas)
- 2017 – All one tonight (Enregistré le 13 Octobre 2017 au Royal Albert Hall, Londres)
- 2021 – With Friends at St David's
- 2024 – An Hour Before It's Dark Live In Port Zelande 2023

### Compilations
- 1983 – Forgotten Songs - Early Demos 80/82 (Bootleg des premières compositions du groupe)
- 1986 – Brief Encounter
- 1988 – B-Sides Themselves
- 1992 – A Singles Collection (sortie sous le titre Six of One, Half Dozen of the Other aux États-Unis)
- 1993 – Marillion Music Collection
- 1996 – Essential Collection
- 1996 – Kayleigh
- 1997 – The Best of Both Worlds
- 1998 – Kayleigh: The Essential Collection
- 2000 – The Singles '82-88'
- 2002 – The Singles '89-95'
- 2003 – The Best of Marillion
- 2003 – Warm Wet Circles

### Singles
- 1982 – Market Square Heroes
- 1983 – He Knows You Know
- 1983 – Garden Party
- 1984 – Punch And Judy
- 1984 – Assassing
- 1985 – Kayleigh
- 1985 – Lavender
- 1985 – Heart Of Lothian
- 1985 – Lady Nina
- 1985 – Garden Party [Live]
- 1987 – Incommunicado
- 1987 – Sugar Mice
- 1987 – Warm Wet Circles
- 1988 – Freaks [Live]
- 1989 – Hooks In You
- 1989 – The Uninvited Guest
- 1990 – Easter
- 1991 – Cover My Eyes (Pain & Heaven)
- 1991 – No One Can
- 1991 – Dry Land
- 1992 – Sympathy
- 1993 – No One Can (réédition)
- 1994 – The Great Escape
- 1994 – The Hollow Man
- 1994 – Alone Again In The Lap Of Luxury
- 1995 – Beautiful
- 1997 – Man of a Thousand Faces
- 1997 – Eighty Days
- 1998 – These Chains
- 2001 – Between You and Me / Map of the World
- 2004 – You're Gone
- 2004 – Don't Hurt Yourself
- 2004 – The Damage [Live]
- 2007 – See It Like A Baby
- 2007 – Thank You Whoever You Are / Most Toys

## Vidéographie
- 1983 – The Recital of the Script
- 1987 – Live from Loreley
- 1990 – From Stoke Row to Ipanema
- 1999 – The Emi Single Collection
- 1999 – Shot in the Dark
- 1994 – Brave (film)
- 2002 – Brave Live 2002
- 2003 – Before First Light
- 2003 – Wish You Were Here
- 2004 – Marbles on the Road
- 2005 – Bootleg Bultins
- 2009 – This Strange Convention
- 2010 – Out of Season
- 2011 – Live From Cadogan Hall (Less Is More Live)
- 2013 – A Sunday Night Above the Rain
- 2013 – Brave Live 2013